# Specie di Ciclidi
Lista delle specie di Cichlidae (aggiornata a marzo 2014).

## A
| Sottofamiglia       | Genere           | Specie                         | Immagine |
| ------------------- | ---------------- | ------------------------------ | -------- |
| Pseudocrenilabrinae | Abactochromis    | Abactochromis labrosus         |          |
| Geophaginae         | Acarichthys      | Acarichthys heckelii           |          |
| Cichlasomatinae     | Acaronia         | Acaronia nassa                 |          |
| Cichlasomatinae     | Acaronia         | Acaronia vultuosa              |          |
| Cichlasomatinae     | Aequidens        | Aequidens chimantanus          |          |
| Cichlasomatinae     | Aequidens        | Aequidens diadema              |          |
| Cichlasomatinae     | Aequidens        | Aequidens epae                 |          |
| Cichlasomatinae     | Aequidens        | Aequidens gerciliae            |          |
| Cichlasomatinae     | Aequidens        | Aequidens hoehnei              |          |
| Cichlasomatinae     | Aequidens        | Aequidens mauesanus            |          |
| Cichlasomatinae     | Aequidens        | Aequidens metae                |          |
| Cichlasomatinae     | Aequidens        | Aequidens michaeli             |          |
| Cichlasomatinae     | Aequidens        | Aequidens pallidus             |          |
| Cichlasomatinae     | Aequidens        | Aequidens paloemeuensis        |          |
| Cichlasomatinae     | Aequidens        | Aequidens patricki             |          |
| Cichlasomatinae     | Aequidens        | Aequidens plagiozonatus        |          |
| Cichlasomatinae     | Aequidens        | Aequidens potaroensis          |          |
| Cichlasomatinae     | Aequidens        | Aequidens rondoni              |          |
| Cichlasomatinae     | Aequidens        | Aequidens tetramerus           |          |
| Cichlasomatinae     | Aequidens        | Aequidens tubicen              |          |
| Cichlasomatinae     | Aequidens        | Aequidens viridis              |          |
| Pseudocrenilabrinae | Alcolapia        | Alcolapia alcalica             |          |
| Pseudocrenilabrinae | Alcolapia        | Alcolapia latilabris           |          |
| Pseudocrenilabrinae | Alcolapia        | Alcolapia grahami              |          |
| Pseudocrenilabrinae | Alcolapia        | Alcolapia ndalalani            |          |
| Pseudocrenilabrinae | Alticorpus       | Alticorpus geoffreyi           |          |
| Pseudocrenilabrinae | Alticorpus       | Alticorpus macrocleithrum      |          |
| Pseudocrenilabrinae | Alticorpus       | Alticorpus mentale             |          |
| Pseudocrenilabrinae | Alticorpus       | Alticorpus peterdaviesi        |          |
| Pseudocrenilabrinae | Alticorpus       | Alticorpus profundicola        |          |
| Pseudocrenilabrinae | Altolamprologus  | Altolamprologus calvus         |          |
| Pseudocrenilabrinae | Altolamprologus  | Altolamprologus compressiceps  |          |
| Cichlasomatinae     | Amatitlania      | Amatitlania coatepeque         |          |
| Cichlasomatinae     | Amatitlania      | Amatitlania kanna              |          |
| Cichlasomatinae     | Amatitlania      | Amatitlania nigrofasciata      |          |
| Cichlasomatinae     | Amatitlania      | Amatitlania siquia             |          |
| Cichlasomatinae     | Amphilophus      | Amphilophus alfari             |          |
| Cichlasomatinae     | Amphilophus      | Amphilophus altifrons          |          |
| Cichlasomatinae     | Amphilophus      | Amphilophus amarillo           |          |
| Cichlasomatinae     | Amphilophus      | Amphilophus astorquii          |          |
| Cichlasomatinae     | Amphilophus      | Amphilophus bussingi           |          |
| Cichlasomatinae     | Amphilophus      | Amphilophus calobrensis        |          |
| Cichlasomatinae     | Amphilophus      | Amphilophus chancho            |          |
| Cichlasomatinae     | Amphilophus      | Amphilophus citrinellus        |          |
| Cichlasomatinae     | Amphilophus      | Amphilophus diquis             |          |
| Cichlasomatinae     | Amphilophus      | Amphilophus flaveolus          |          |
| Cichlasomatinae     | Amphilophus      | Amphilophus globosus           |          |
| Cichlasomatinae     | Amphilophus      | Amphilophus hogaboomorum       |          |
| Cichlasomatinae     | Amphilophus      | Amphilophus labiatus           |          |
| Cichlasomatinae     | Amphilophus      | Amphilophus longimanus         |          |
| Cichlasomatinae     | Amphilophus      | Amphilophus lyonsi             |          |
| Cichlasomatinae     | Amphilophus      | Amphilophus macracanthus       |          |
| Cichlasomatinae     | Amphilophus      | Amphilophus margaritifer       |          |
| Cichlasomatinae     | Amphilophus      | Amphilophus nourissati         |          |
| Cichlasomatinae     | Amphilophus      | Amphilophus rhytisma           |          |
| Cichlasomatinae     | Amphilophus      | Amphilophus robertsoni         |          |
| Cichlasomatinae     | Amphilophus      | Amphilophus rostratus          |          |
| Cichlasomatinae     | Amphilophus      | Amphilophus sagittae           |          |
| Cichlasomatinae     | Amphilophus      | Amphilophus supercilius        |          |
| Cichlasomatinae     | Amphilophus      | Amphilophus tolteca            |          |
| Cichlasomatinae     | Amphilophus      | Amphilophus viridis            |          |
| Cichlasomatinae     | Amphilophus      | Amphilophus xiloaensis         |          |
| Cichlasomatinae     | Amphilophus      | Amphilophus zaliosus           |          |
| Cichlasomatinae     | Andinoacara      | Andinoacara biseriatus         |          |
| Cichlasomatinae     | Andinoacara      | Andinoacara blombergi          |          |
| Cichlasomatinae     | Andinoacara      | Andinoacara coeruleopunctatus  |          |
| Cichlasomatinae     | Andinoacara      | Andinoacara latifrons          |          |
| Cichlasomatinae     | Andinoacara      | Andinoacara pulcher            |          |
| Cichlasomatinae     | Andinoacara      | Andinoacara rivulatus          |          |
| Cichlasomatinae     | Andinoacara      | Andinoacara sapayensis         |          |
| Cichlasomatinae     | Andinoacara      | Andinoacara stalsbergi         |          |
| Pseudocrenilabrinae | Anomalochromis   | Anomalochromis thomasi         |          |
| Geophaginae         | Apistogramma     | Apistogramma acrensis          |          |
| Geophaginae         | Apistogramma     | Apistogramma agassizii         |          |
| Geophaginae         | Apistogramma     | Apistogramma alacrina          |          |
| Geophaginae         | Apistogramma     | Apistogramma allpahuayo        |          |
| Geophaginae         | Apistogramma     | Apistogramma amoena            |          |
| Geophaginae         | Apistogramma     | Apistogramma angayuara         |          |
| Geophaginae         | Apistogramma     | Apistogramma arua              |          |
| Geophaginae         | Apistogramma     | Apistogramma atahualpa         |          |
| Geophaginae         | Apistogramma     | Apistogramma baenschi          |          |
| Geophaginae         | Apistogramma     | Apistogramma barlowi           |          |
| Geophaginae         | Apistogramma     | Apistogramma bitaeniata        |          |
| Geophaginae         | Apistogramma     | Apistogramma borellii          |          |
| Geophaginae         | Apistogramma     | Apistogramma brevis            |          |
| Geophaginae         | Apistogramma     | Apistogramma cacatuoides       |          |
| Geophaginae         | Apistogramma     | Apistogramma caetei            |          |
| Geophaginae         | Apistogramma     | Apistogramma caudomaculata     |          |
| Geophaginae         | Apistogramma     | Apistogramma cinilabra         |          |
| Geophaginae         | Apistogramma     | Apistogramma commbrae          |          |
| Geophaginae         | Apistogramma     | Apistogramma cruzi             |          |
| Geophaginae         | Apistogramma     | Apistogramma diplotaenia       |          |
| Geophaginae         | Apistogramma     | Apistogramma elizabethae       |          |
| Geophaginae         | Apistogramma     | Apistogramma eremnopyge        |          |
| Geophaginae         | Apistogramma     | Apistogramma erythrura         |          |
| Geophaginae         | Apistogramma     | Apistogramma eunotus           |          |
| Geophaginae         | Apistogramma     | Apistogramma flabellicauda     |          |
| Geophaginae         | Apistogramma     | Apistogramma geisleri          |          |
| Geophaginae         | Apistogramma     | Apistogramma gephyra           |          |
| Geophaginae         | Apistogramma     | Apistogramma gibbiceps         |          |
| Geophaginae         | Apistogramma     | Apistogramma gossei            |          |
| Geophaginae         | Apistogramma     | Apistogramma guttata           |          |
| Geophaginae         | Apistogramma     | Apistogramma helkeri           |          |
| Geophaginae         | Apistogramma     | Apistogramma hippolytae        |          |
| Geophaginae         | Apistogramma     | Apistogramma hoignei           |          |
| Geophaginae         | Apistogramma     | Apistogramma hongsloi          |          |
| Geophaginae         | Apistogramma     | Apistogramma huascar           |          |
| Geophaginae         | Apistogramma     | Apistogramma inconspicua       |          |
| Geophaginae         | Apistogramma     | Apistogramma iniridae          |          |
| Geophaginae         | Apistogramma     | Apistogramma inornata          |          |
| Geophaginae         | Apistogramma     | Apistogramma intermedia        |          |
| Geophaginae         | Apistogramma     | Apistogramma juruensis         |          |
| Geophaginae         | Apistogramma     | Apistogramma lineata           |          |
| Geophaginae         | Apistogramma     | Apistogramma linkei            |          |
| Geophaginae         | Apistogramma     | Apistogramma luelingi          |          |
| Geophaginae         | Apistogramma     | Apistogramma macmasteri        |          |
| Geophaginae         | Apistogramma     | Apistogramma martini           |          |
| Geophaginae         | Apistogramma     | Apistogramma megaptera         |          |
| Geophaginae         | Apistogramma     | Apistogramma meinkeni          |          |
| Geophaginae         | Apistogramma     | Apistogramma mendezi           |          |
| Geophaginae         | Apistogramma     | Apistogramma minima            |          |
| Geophaginae         | Apistogramma     | Apistogramma moae              |          |
| Geophaginae         | Apistogramma     | Apistogramma nijsseni          |          |
| Geophaginae         | Apistogramma     | Apistogramma norberti          |          |
| Geophaginae         | Apistogramma     | Apistogramma nororientalis     |          |
| Geophaginae         | Apistogramma     | Apistogramma ortmanni          |          |
| Geophaginae         | Apistogramma     | Apistogramma panduro           |          |
| Geophaginae         | Apistogramma     | Apistogramma pantalone         |          |
| Geophaginae         | Apistogramma     | Apistogramma paucisquamis      |          |
| Geophaginae         | Apistogramma     | Apistogramma paulmuelleri      |          |
| Geophaginae         | Apistogramma     | Apistogramma payaminonis       |          |
| Geophaginae         | Apistogramma     | Apistogramma pedunculata       |          |
| Geophaginae         | Apistogramma     | Apistogramma personata         |          |
| Geophaginae         | Apistogramma     | Apistogramma pertensis         |          |
| Geophaginae         | Apistogramma     | Apistogramma piaroa            |          |
| Geophaginae         | Apistogramma     | Apistogramma piauiensis        |          |
| Geophaginae         | Apistogramma     | Apistogramma playayacu         |          |
| Geophaginae         | Apistogramma     | Apistogramma pleurotaenia      |          |
| Geophaginae         | Apistogramma     | Apistogramma pulchra           |          |
| Geophaginae         | Apistogramma     | Apistogramma regani            |          |
| Geophaginae         | Apistogramma     | Apistogramma resticulosa       |          |
| Geophaginae         | Apistogramma     | Apistogramma rositae           |          |
| Geophaginae         | Apistogramma     | Apistogramma rubrolineata      |          |
| Geophaginae         | Apistogramma     | Apistogramma rupununi          |          |
| Geophaginae         | Apistogramma     | Apistogramma salpinction       |          |
| Geophaginae         | Apistogramma     | Apistogramma similis           |          |
| Geophaginae         | Apistogramma     | Apistogramma staecki           |          |
| Geophaginae         | Apistogramma     | Apistogramma steindachneri     |          |
| Geophaginae         | Apistogramma     | Apistogramma taeniata          |          |
| Geophaginae         | Apistogramma     | Apistogramma trifasciata       |          |
| Geophaginae         | Apistogramma     | Apistogramma tucurui           |          |
| Geophaginae         | Apistogramma     | Apistogramma uaupesi           |          |
| Geophaginae         | Apistogramma     | Apistogramma urteagai          |          |
| Geophaginae         | Apistogramma     | Apistogramma velifera          |          |
| Geophaginae         | Apistogramma     | Apistogramma viejita           |          |
| Geophaginae         | Apistogramma     | Apistogramma wapisana          |          |
| Geophaginae         | Apistogrammoides | Apistogrammoides pucallpaensis |          |
| Cichlasomatinae     | Archocentrus     | Archocentrus centrarchus       |          |
| Cichlasomatinae     | Archocentrus     | Archocentrus multispinosus     |          |
| Cichlasomatinae     | Archocentrus     | Archocentrus spinosissimus     |          |
| Pseudocrenilabrinae | Aristochromis    | Aristochromis christyi         |          |
| Pseudocrenilabrinae | Astatoreochromis | Astatoreochromis alluaudi      |          |
| Pseudocrenilabrinae | Astatoreochromis | Astatoreochromis straeleni     |          |
| Pseudocrenilabrinae | Astatoreochromis | Astatoreochromis vanderhorsti  |          |
| Pseudocrenilabrinae | Astatotilapia    | Astatotilapia bloyeti          |          |
| Pseudocrenilabrinae | Astatotilapia    | Astatotilapia burtoni          |          |
| Pseudocrenilabrinae | Astatotilapia    | Astatotilapia calliptera       |          |
| Pseudocrenilabrinae | Astatotilapia    | Astatotilapia desfontainii     |          |
| Pseudocrenilabrinae | Astatotilapia    | Astatotilapia flaviijosephi    |          |
| Pseudocrenilabrinae | Astatotilapia    | Astatotilapia stappersii       |          |
| Pseudocrenilabrinae | Astatotilapia    | Astatotilapia swynnertoni      |          |
| Pseudocrenilabrinae | Astatotilapia    | Astatotilapia tweddlei         |          |
| Astronotinae        | Astronotus       | Astronotus crassipinnis        |          |
| Astronotinae        | Astronotus       | Astronotus ocellatus           |          |
| Pseudocrenilabrinae | Aulonocara       | Aulonocara aquilonium          |          |
| Pseudocrenilabrinae | Aulonocara       | Aulonocara auditor             |          |
| Pseudocrenilabrinae | Aulonocara       | Aulonocara baenschi            |          |
| Pseudocrenilabrinae | Aulonocara       | Aulonocara brevinidus          |          |
| Pseudocrenilabrinae | Aulonocara       | Aulonocara brevirostre         |          |
| Pseudocrenilabrinae | Aulonocara       | Aulonocara ethelwynnae         |          |
| Pseudocrenilabrinae | Aulonocara       | Aulonocara gertrudae           |          |
| Pseudocrenilabrinae | Aulonocara       | Aulonocara guentheri           |          |
| Pseudocrenilabrinae | Aulonocara       | Aulonocara hansbaenschi        |          |
| Pseudocrenilabrinae | Aulonocara       | Aulonocara hueseri             |          |
| Pseudocrenilabrinae | Aulonocara       | Aulonocara jacobfreibergi      |          |
| Pseudocrenilabrinae | Aulonocara       | Aulonocara koningsi            |          |
| Pseudocrenilabrinae | Aulonocara       | Aulonocara korneliae           |          |
| Pseudocrenilabrinae | Aulonocara       | Aulonocara maylandi            |          |
| Pseudocrenilabrinae | Aulonocara       | Aulonocara nyassae             |          |
| Pseudocrenilabrinae | Aulonocara       | Aulonocara rostratum           |          |
| Pseudocrenilabrinae | Aulonocara       | Aulonocara saulosi             |          |
| Pseudocrenilabrinae | Aulonocara       | Aulonocara steveni             |          |
| Pseudocrenilabrinae | Aulonocara       | Aulonocara stonemani           |          |
| Pseudocrenilabrinae | Aulonocara       | Aulonocara stuartgranti        |          |
| Pseudocrenilabrinae | Aulonocara       | Aulonocara trematocephalum     |          |
| Pseudocrenilabrinae | Aulonocranus     | Aulonocranus dewindti          |          |
| Cichlasomatinae     | Australoheros    | Australoheros acaroides        |          |
| Cichlasomatinae     | Australoheros    | Australoheros angiru           |          |
| Cichlasomatinae     | Australoheros    | Australoheros autrani          |          |
| Cichlasomatinae     | Australoheros    | Australoheros barbosae         |          |
| Cichlasomatinae     | Australoheros    | Australoheros capixaba         |          |
| Cichlasomatinae     | Australoheros    | Australoheros charrua          |          |
| Cichlasomatinae     | Australoheros    | Australoheros facetus          |          |
| Cichlasomatinae     | Australoheros    | Australoheros forquilha        |          |
| Cichlasomatinae     | Australoheros    | Australoheros guarani          |          |
| Cichlasomatinae     | Australoheros    | Australoheros ipatinguensis    |          |
| Cichlasomatinae     | Australoheros    | Australoheros kaaygua          |          |
| Cichlasomatinae     | Australoheros    | Australoheros macacuensis      |          |
| Cichlasomatinae     | Australoheros    | Australoheros macaensis        |          |
| Cichlasomatinae     | Australoheros    | Australoheros mattosi          |          |
| Cichlasomatinae     | Australoheros    | Australoheros minuano          |          |
| Cichlasomatinae     | Australoheros    | Australoheros montanus         |          |
| Cichlasomatinae     | Australoheros    | Australoheros muriae           |          |
| Cichlasomatinae     | Australoheros    | Australoheros paraibae         |          |
| Cichlasomatinae     | Australoheros    | Australoheros perdi            |          |
| Cichlasomatinae     | Australoheros    | Australoheros ribeirae         |          |
| Cichlasomatinae     | Australoheros    | Australoheros robustus         |          |
| Cichlasomatinae     | Australoheros    | Australoheros sanguineus       |          |
| Cichlasomatinae     | Australoheros    | Australoheros saquarema        |          |
| Cichlasomatinae     | Australoheros    | Australoheros scitulus         |          |
| Cichlasomatinae     | Australoheros    | Australoheros taura            |          |
| Cichlasomatinae     | Australoheros    | Australoheros tavaresi         |          |
| Cichlasomatinae     | Australoheros    | Australoheros tembe            |          |
| Cichlasomatinae     | Australoheros    | Australoheros ykeregua         |          |

## B
| Sottofamiglia       | Genere            | Specie                       | Immagine |
| ------------------- | ----------------- | ---------------------------- | -------- |
| Pseudocrenilabrinae | Baileychromis     | Baileychromis centropomoides |          |
| Pseudocrenilabrinae | Bathybates        | Bathybates fasciatus         |          |
| Pseudocrenilabrinae | Bathybates        | Bathybates ferox             |          |
| Pseudocrenilabrinae | Bathybates        | Bathybates graueri           |          |
| Pseudocrenilabrinae | Bathybates        | Bathybates hornii            |          |
| Pseudocrenilabrinae | Bathybates        | Bathybates leo               |          |
| Pseudocrenilabrinae | Bathybates        | Bathybates minor             |          |
| Pseudocrenilabrinae | Bathybates        | Bathybates vittatus          |          |
| Pseudocrenilabrinae | Benitochromis     | Benitochromis batesii        |          |
| Pseudocrenilabrinae | Benitochromis     | Benitochromis conjunctus     |          |
| Pseudocrenilabrinae | Benitochromis     | Benitochromis finleyi        |          |
| Pseudocrenilabrinae | Benitochromis     | Benitochromis nigrodorsalis  |          |
| Pseudocrenilabrinae | Benitochromis     | Benitochromis riomuniensis   |          |
| Pseudocrenilabrinae | Benitochromis     | Benitochromis ufermanni      |          |
| Pseudocrenilabrinae | Benthochromis     | Benthochromis horii          |          |
| Pseudocrenilabrinae | Benthochromis     | Benthochromis melanoides     |          |
| Pseudocrenilabrinae | Benthochromis     | Benthochromis tricoti        |          |
| Geophaginae         | Biotodoma         | Biotodoma cupido             |          |
| Geophaginae         | Biotodoma         | Biotodoma wavrini            |          |
| Geophaginae         | Biotoecus         | Biotoecus dicentrarchus      |          |
| Geophaginae         | Biotoecus         | Biotoecus opercularis        |          |
| Pseudocrenilabrinae | Boulengerochromis | Boulengerochromis microlepis |          |
| Pseudocrenilabrinae | Buccochromis      | Buccochromis atritaeniatus   |          |
| Pseudocrenilabrinae | Buccochromis      | Buccochromis heterotaenia    |          |
| Pseudocrenilabrinae | Buccochromis      | Buccochromis lepturus        |          |
| Pseudocrenilabrinae | Buccochromis      | Buccochromis nototaenia      |          |
| Pseudocrenilabrinae | Buccochromis      | Buccochromis oculatus        |          |
| Pseudocrenilabrinae | Buccochromis      | Buccochromis rhoadesii       |          |
| Pseudocrenilabrinae | Buccochromis      | Buccochromis spectabilis     |          |
| Cichlasomatinae     | Bujurquina        | Bujurquina apoparuana        |          |
| Cichlasomatinae     | Bujurquina        | Bujurquina cordemadi         |          |
| Cichlasomatinae     | Bujurquina        | Bujurquina eurhinus          |          |
| Cichlasomatinae     | Bujurquina        | Bujurquina hophrys           |          |
| Cichlasomatinae     | Bujurquina        | Bujurquina huallagae         |          |
| Cichlasomatinae     | Bujurquina        | Bujurquina labiosa           |          |
| Cichlasomatinae     | Bujurquina        | Bujurquina mariae            |          |
| Cichlasomatinae     | Bujurquina        | Bujurquina megalospilus      |          |
| Cichlasomatinae     | Bujurquina        | Bujurquina moriorum          |          |
| Cichlasomatinae     | Bujurquina        | Bujurquina oenolaemus        |          |
| Cichlasomatinae     | Bujurquina        | Bujurquina ortegai           |          |
| Cichlasomatinae     | Bujurquina        | Bujurquina peregrinabunda    |          |
| Cichlasomatinae     | Bujurquina        | Bujurquina robusta           |          |
| Cichlasomatinae     | Bujurquina        | Bujurquina syspilus          |          |
| Cichlasomatinae     | Bujurquina        | Bujurquina tambopatae        |          |
| Cichlasomatinae     | Bujurquina        | Bujurquina vittata           |          |
| Cichlasomatinae     | Bujurquina        | Bujurquina zamorensis        |          |

## C
| Sottofamiglia       | Genere            | Specie                         | Immagine |
| ------------------- | ----------------- | ------------------------------ | -------- |
| Pseudocrenilabrinae | Callochromis      | Callochromis macrops           |          |
| Pseudocrenilabrinae | Callochromis      | Callochromis melanostigma      |          |
| Pseudocrenilabrinae | Callochromis      | Callochromis pleurospilus      |          |
| Pseudocrenilabrinae | Caprichromis      | Caprichromis liemi             |          |
| Pseudocrenilabrinae | Caprichromis      | Caprichromis orthognathus      |          |
| Cichlasomatinae     | Caquetaia         | Caquetaia kraussii             |          |
| Cichlasomatinae     | Caquetaia         | Caquetaia myersi               |          |
| Cichlasomatinae     | Caquetaia         | Caquetaia spectabilis          |          |
| Cichlasomatinae     | Caquetaia         | Caquetaia umbrifera            |          |
| Pseudocrenilabrinae | Cardiopharynx     | Cardiopharynx schoutedeni      |          |
| Astronotinae        | Chaetobranchopsis | Chaetobranchopsis australis    |          |
| Astronotinae        | Chaetobranchopsis | Chaetobranchopsis orbicularis  |          |
| Astronotinae        | Chaetobranchus    | Chaetobranchus flavescens      |          |
| Astronotinae        | Chaetobranchus    | Chaetobranchus semifasciatus   |          |
| Pseudocrenilabrinae | Chalinochromis    | Chalinochromis brichardi       |          |
| Pseudocrenilabrinae | Chalinochromis    | Chalinochromis popelini        |          |
| Pseudocrenilabrinae | Champsochromis    | Champsochromis caeruleus       |          |
| Pseudocrenilabrinae | Champsochromis    | Champsochromis spilorhynchus   |          |
| Pseudocrenilabrinae | Cheilochromis     | Cheilochromis euchilus         |          |
| Pseudocrenilabrinae | Chetia            | Chetia brevicauda              |          |
| Pseudocrenilabrinae | Chetia            | Chetia brevis                  |          |
| Pseudocrenilabrinae | Chetia            | Chetia flaviventris            |          |
| Pseudocrenilabrinae | Chetia            | Chetia gracilis                |          |
| Pseudocrenilabrinae | Chetia            | Chetia mola                    |          |
| Pseudocrenilabrinae | Chetia            | Chetia welwitschi              |          |
| Pseudocrenilabrinae | Chilochromis      | Chilochromis duponti           |          |
| Pseudocrenilabrinae | Chilotilapi       | Chilotilapia rhoadesii         |          |
| Pseudocrenilabrinae | Chromidotilapia   | Chromidotilapia cavalliensis   |          |
| Pseudocrenilabrinae | Chromidotilapia   | Chromidotilapia elongata       |          |
| Pseudocrenilabrinae | Chromidotilapia   | Chromidotilapia guntheri       |          |
| Pseudocrenilabrinae | Chromidotilapia   | Chromidotilapia kingsleyae     |          |
| Pseudocrenilabrinae | Chromidotilapia   | Chromidotilapia linkei         |          |
| Pseudocrenilabrinae | Chromidotilapia   | Chromidotilapia mamonekenei    |          |
| Pseudocrenilabrinae | Chromidotilapia   | Chromidotilapia melaniae       |          |
| Pseudocrenilabrinae | Chromidotilapia   | Chromidotilapia mrac           |          |
| Pseudocrenilabrinae | Chromidotilapia   | Chromidotilapia nana           |          |
| Pseudocrenilabrinae | Chromidotilapia   | Chromidotilapia regani         |          |
| Pseudocrenilabrinae | Chromidotilapia   | Chromidotilapia schoutedeni    |          |
| Cichlinae           | Cichla            | Cichla intermedia              |          |
| Cichlinae           | Cichla            | Cichla jariina                 |          |
| Cichlinae           | Cichla            | Cichla kelberi                 |          |
| Cichlinae           | Cichla            | Cichla melaniae                |          |
| Cichlinae           | Cichla            | Cichla mirianae                |          |
| Cichlinae           | Cichla            | Cichla monoculus               |          |
| Cichlinae           | Cichla            | Cichla nigromaculata           |          |
| Cichlinae           | Cichla            | Cichla ocellaris               |          |
| Cichlinae           | Cichla            | Cichla orinocensis             |          |
| Cichlinae           | Cichla            | Cichla pinima                  |          |
| Cichlinae           | Cichla            | Cichla piquiti                 |          |
| Cichlinae           | Cichla            | Cichla pleiozona               |          |
| Cichlinae           | Cichla            | Cichla temensis                |          |
| Cichlinae           | Cichla            | Cichla thyrorus                |          |
| Cichlinae           | Cichla            | Cichla vazzoleri               |          |
| Cichlasomatinae     | Cichlasoma        | Cichlasoma aguadaea            |          |
| Cichlasomatinae     | Cichlasoma        | Cichlasoma alborum             |          |
| Cichlasomatinae     | Cichlasoma        | Cichlasoma amarum              |          |
| Cichlasomatinae     | Cichlasoma        | Cichlasoma amazonarum          |          |
| Cichlasomatinae     | Cichlasoma        | Cichlasoma araguaiense         |          |
| Cichlasomatinae     | Cichlasoma        | Cichlasoma atromaculatum       |          |
| Cichlasomatinae     | Cichlasoma        | Cichlasoma beani               |          |
| Cichlasomatinae     | Cichlasoma        | Cichlasoma bimaculatum         |          |
| Cichlasomatinae     | Cichlasoma        | Cichlasoma bocourti            |          |
| Cichlasomatinae     | Cichlasoma        | Cichlasoma boliviense          |          |
| Cichlasomatinae     | Cichlasoma        | Cichlasoma cienagae            |          |
| Cichlasomatinae     | Cichlasoma        | Cichlasoma conchitae           |          |
| Cichlasomatinae     | Cichlasoma        | Cichlasoma dimerus             |          |
| Cichlasomatinae     | Cichlasoma        | Cichlasoma ericymba            |          |
| Cichlasomatinae     | Cichlasoma        | Cichlasoma festae              |          |
| Cichlasomatinae     | Cichlasoma        | Cichlasoma geddesi             |          |
| Cichlasomatinae     | Cichlasoma        | Cichlasoma gephyrum            |          |
| Cichlasomatinae     | Cichlasoma        | Cichlasoma grammodes           |          |
| Cichlasomatinae     | Cichlasoma        | Cichlasoma istlanum            |          |
| Cichlasomatinae     | Cichlasoma        | Cichlasoma mayorum             |          |
| Cichlasomatinae     | Cichlasoma        | Cichlasoma microlepis          |          |
| Cichlasomatinae     | Cichlasoma        | Cichlasoma orientale           |          |
| Cichlasomatinae     | Cichlasoma        | Cichlasoma orinocense          |          |
| Cichlasomatinae     | Cichlasoma        | Cichlasoma ornatum             |          |
| Cichlasomatinae     | Cichlasoma        | Cichlasoma paranaense          |          |
| Cichlasomatinae     | Cichlasoma        | Cichlasoma pearsei             |          |
| Cichlasomatinae     | Cichlasoma        | Cichlasoma portalegrense       |          |
| Cichlasomatinae     | Cichlasoma        | Cichlasoma pusillum            |          |
| Cichlasomatinae     | Cichlasoma        | Cichlasoma salvini             |          |
| Cichlasomatinae     | Cichlasoma        | Cichlasoma sanctifranciscense  |          |
| Cichlasomatinae     | Cichlasoma        | Cichlasoma stenozonum          |          |
| Cichlasomatinae     | Cichlasoma        | Cichlasoma taenia              |          |
| Cichlasomatinae     | Cichlasoma        | Cichlasoma trimaculatum        |          |
| Cichlasomatinae     | Cichlasoma        | Cichlasoma troschelii          |          |
| Cichlasomatinae     | Cichlasoma        | Cichlasoma tuyrense            |          |
| Cichlasomatinae     | Cichlasoma        | Cichlasoma ufermanni           |          |
| Cichlasomatinae     | Cichlasoma        | Cichlasoma urophthalmum        |          |
| Cichlasomatinae     | Cichlasoma        | Cichlasoma zarskei             |          |
| Cichlasomatinae     | Cichlasoma        | Cichlasoma zebra               |          |
| Cichlasomatinae     | Cleithracara      | Cleithracara maronii           |          |
| Pseudocrenilabrinae | Congochromis      | Congochromis dimidiatus        |          |
| Pseudocrenilabrinae | Congochromis      | Congochromis pugnatus          |          |
| Pseudocrenilabrinae | Congochromis      | Congochromis robustus          |          |
| Pseudocrenilabrinae | Congochromis      | Congochromis sabinae           |          |
| Pseudocrenilabrinae | Congochromis      | Congochromis squamiceps        |          |
| Pseudocrenilabrinae | Congolapia        | Congolapia bilineata           |          |
| Pseudocrenilabrinae | Congolapia        | Congolapia crassa              |          |
| Pseudocrenilabrinae | Congolapia        | Congolapia louna               |          |
| Pseudocrenilabrinae | Copadichromis     | Copadichromis atripinnis       |          |
| Pseudocrenilabrinae | Copadichromis     | Copadichromis azureus          |          |
| Pseudocrenilabrinae | Copadichromis     | Copadichromis borleyi          |          |
| Pseudocrenilabrinae | Copadichromis     | Copadichromis chizumuluensis   |          |
| Pseudocrenilabrinae | Copadichromis     | Copadichromis chrysonotus      |          |
| Pseudocrenilabrinae | Copadichromis     | Copadichromis cyaneus          |          |
| Pseudocrenilabrinae | Copadichromis     | Copadichromis cyanocephalus    |          |
| Pseudocrenilabrinae | Copadichromis     | Copadichromis diplostigma      |          |
| Pseudocrenilabrinae | Copadichromis     | Copadichromis geertsi          |          |
| Pseudocrenilabrinae | Copadichromis     | Copadichromis ilesi            |          |
| Pseudocrenilabrinae | Copadichromis     | Copadichromis insularis        |          |
| Pseudocrenilabrinae | Copadichromis     | Copadichromis jacksoni         |          |
| Pseudocrenilabrinae | Copadichromis     | Copadichromis likomae          |          |
| Pseudocrenilabrinae | Copadichromis     | Copadichromis mbenjii          |          |
| Pseudocrenilabrinae | Copadichromis     | Copadichromis melas            |          |
| Pseudocrenilabrinae | Copadichromis     | Copadichromis mloto            |          |
| Pseudocrenilabrinae | Copadichromis     | Copadichromis nkatae           |          |
| Pseudocrenilabrinae | Copadichromis     | Copadichromis parvus           |          |
| Pseudocrenilabrinae | Copadichromis     | Copadichromis pleurostigma     |          |
| Pseudocrenilabrinae | Copadichromis     | Copadichromis pleurostigmoides |          |
| Pseudocrenilabrinae | Copadichromis     | Copadichromis quadrimaculatus  |          |
| Pseudocrenilabrinae | Copadichromis     | Copadichromis trewavasae       |          |
| Pseudocrenilabrinae | Copadichromis     | Copadichromis trimaculatus     |          |
| Pseudocrenilabrinae | Copadichromis     | Copadichromis verduyni         |          |
| Pseudocrenilabrinae | Copadichromis     | Copadichromis virginalis       |          |
| Pseudocrenilabrinae | Corematodus       | Corematodus shiranus           |          |
| Pseudocrenilabrinae | Corematodus       | Corematodus taeniatus          |          |
| Geophaginae         | Crenicara         | Crenicara latruncularium       |          |
| Geophaginae         | Crenicara         | Crenicara punctulatum          |          |
| Cichlinae           | Crenicichla       | Crenicichla acutirostris       |          |
| Cichlinae           | Crenicichla       | Crenicichla adspersa           |          |
| Cichlinae           | Crenicichla       | Crenicichla albopunctata       |          |
| Cichlinae           | Crenicichla       | Crenicichla alta               |          |
| Cichlinae           | Crenicichla       | Crenicichla anthurus           |          |
| Cichlinae           | Crenicichla       | Crenicichla brasiliensis       |          |
| Cichlinae           | Crenicichla       | Crenicichla britskii           |          |
| Cichlinae           | Crenicichla       | Crenicichla cametana           |          |
| Cichlinae           | Crenicichla       | Crenicichla celidochilus       |          |
| Cichlinae           | Crenicichla       | Crenicichla cincta             |          |
| Cichlinae           | Crenicichla       | Crenicichla compressiceps      |          |
| Cichlinae           | Crenicichla       | Crenicichla coppenamensis      |          |
| Cichlinae           | Crenicichla       | Crenicichla cyanonotus         |          |
| Cichlinae           | Crenicichla       | Crenicichla cyclostoma         |          |
| Cichlinae           | Crenicichla       | Crenicichla empheres           |          |
| Cichlinae           | Crenicichla       | Crenicichla frenata            |          |
| Cichlinae           | Crenicichla       | Crenicichla gaucho             |          |
| Cichlinae           | Crenicichla       | Crenicichla geayi              |          |
| Cichlinae           | Crenicichla       | Crenicichla hadrostigma        |          |
| Cichlinae           | Crenicichla       | Crenicichla haroldoi           |          |
| Cichlinae           | Crenicichla       | Crenicichla heckeli            |          |
| Cichlinae           | Crenicichla       | Crenicichla hemera             |          |
| Cichlinae           | Crenicichla       | Crenicichla hu                 |          |
| Cichlinae           | Crenicichla       | Crenicichla hummelincki        |          |
| Cichlinae           | Crenicichla       | Crenicichla igara              |          |
| Cichlinae           | Crenicichla       | Crenicichla iguapina           |          |
| Cichlinae           | Crenicichla       | Crenicichla iguassuensis       |          |
| Cichlinae           | Crenicichla       | Crenicichla inpa               |          |
| Cichlinae           | Crenicichla       | Crenicichla isbrueckeri        |          |
| Cichlinae           | Crenicichla       | Crenicichla jaguarensis        |          |
| Cichlinae           | Crenicichla       | Crenicichla jegui              |          |
| Cichlinae           | Crenicichla       | Crenicichla johanna            |          |
| Cichlinae           | Crenicichla       | Crenicichla jupiaensis         |          |
| Cichlinae           | Crenicichla       | Crenicichla jurubi             |          |
| Cichlinae           | Crenicichla       | Crenicichla labrina            |          |
| Cichlinae           | Crenicichla       | Crenicichla lacustris          |          |
| Cichlinae           | Crenicichla       | Crenicichla lenticulata        |          |
| Cichlinae           | Crenicichla       | Crenicichla lepidota           |          |
| Cichlinae           | Crenicichla       | Crenicichla lucius             |          |
| Cichlinae           | Crenicichla       | Crenicichla lugubris           |          |
| Cichlinae           | Crenicichla       | Crenicichla macrophthalma      |          |
| Cichlinae           | Crenicichla       | Crenicichla maculata           |          |
| Cichlinae           | Crenicichla       | Crenicichla mandelburgeri      |          |
| Cichlinae           | Crenicichla       | Crenicichla marmorata          |          |
| Cichlinae           | Crenicichla       | Crenicichla menezesi           |          |
| Cichlinae           | Crenicichla       | Crenicichla minuano            |          |
| Cichlinae           | Crenicichla       | Crenicichla missioneira        |          |
| Cichlinae           | Crenicichla       | Crenicichla mucuryna           |          |
| Cichlinae           | Crenicichla       | Crenicichla multispinosa       |          |
| Cichlinae           | Crenicichla       | Crenicichla nickeriensis       |          |
| Cichlinae           | Crenicichla       | Crenicichla niederleinii       |          |
| Cichlinae           | Crenicichla       | Crenicichla notophthalmus      |          |
| Cichlinae           | Crenicichla       | Crenicichla pellegrini         |          |
| Cichlinae           | Crenicichla       | Crenicichla percna             |          |
| Cichlinae           | Crenicichla       | Crenicichla phaiospilus        |          |
| Cichlinae           | Crenicichla       | Crenicichla prenda             |          |
| Cichlinae           | Crenicichla       | Crenicichla proteus            |          |
| Cichlinae           | Crenicichla       | Crenicichla punctata           |          |
| Cichlinae           | Crenicichla       | Crenicichla pydanielae         |          |
| Cichlinae           | Crenicichla       | Crenicichla regani             |          |
| Cichlinae           | Crenicichla       | Crenicichla reticulata         |          |
| Cichlinae           | Crenicichla       | Crenicichla rosemariae         |          |
| Cichlinae           | Crenicichla       | Crenicichla santosi            |          |
| Cichlinae           | Crenicichla       | Crenicichla saxatilis          |          |
| Cichlinae           | Crenicichla       | Crenicichla scottii            |          |
| Cichlinae           | Crenicichla       | Crenicichla sedentaria         |          |
| Cichlinae           | Crenicichla       | Crenicichla semicincta         |          |
| Cichlinae           | Crenicichla       | Crenicichla semifasciata       |          |
| Cichlinae           | Crenicichla       | Crenicichla sipaliwini         |          |
| Cichlinae           | Crenicichla       | Crenicichla stocki             |          |
| Cichlinae           | Crenicichla       | Crenicichla strigata           |          |
| Cichlinae           | Crenicichla       | Crenicichla sveni              |          |
| Cichlinae           | Crenicichla       | Crenicichla tendybaguassu      |          |
| Cichlinae           | Crenicichla       | Crenicichla ternetzi           |          |
| Cichlinae           | Crenicichla       | Crenicichla tesay              |          |
| Cichlinae           | Crenicichla       | Crenicichla tigrina            |          |
| Cichlinae           | Crenicichla       | Crenicichla tingui             |          |
| Cichlinae           | Crenicichla       | Crenicichla urosema            |          |
| Cichlinae           | Crenicichla       | Crenicichla vaillanti          |          |
| Cichlinae           | Crenicichla       | Crenicichla virgatula          |          |
| Cichlinae           | Crenicichla       | Crenicichla vittata            |          |
| Cichlinae           | Crenicichla       | Crenicichla wallacii           |          |
| Cichlinae           | Crenicichla       | Crenicichla yaha               |          |
| Cichlinae           | Crenicichla       | Crenicichla ypo                |          |
| Cichlinae           | Crenicichla       | Crenicichla zebrina            |          |
| Cichlasomatinae     | Cryptoheros       | Cryptoheros altoflavus         |          |
| Cichlasomatinae     | Cryptoheros       | Cryptoheros chetumalensis      |          |
| Cichlasomatinae     | Cryptoheros       | Cryptoheros cutteri            |          |
| Cichlasomatinae     | Cryptoheros       | Cryptoheros myrnae             |          |
| Cichlasomatinae     | Cryptoheros       | Cryptoheros nanoluteus         |          |
| Cichlasomatinae     | Cryptoheros       | Cryptoheros panamensis         |          |
| Cichlasomatinae     | Cryptoheros       | Cryptoheros sajica             |          |
| Cichlasomatinae     | Cryptoheros       | Cryptoheros septemfasciatus    |          |
| Cichlasomatinae     | Cryptoheros       | Cryptoheros spilurus           |          |
| Pseudocrenilabrinae | Ctenochromis      | Ctenochromis benthicola        |          |
| Pseudocrenilabrinae | Ctenochromis      | Ctenochromis horei             |          |
| Pseudocrenilabrinae | Ctenochromis      | Ctenochromis luluae            |          |
| Pseudocrenilabrinae | Ctenochromis      | Ctenochromis oligacanthus      |          |
| Pseudocrenilabrinae | Ctenochromis      | Ctenochromis pectoralis        |          |
| Pseudocrenilabrinae | Ctenochromis      | Ctenochromis polli             |          |
| Pseudocrenilabrinae | Ctenopharynx      | Ctenopharynx intermedius       |          |
| Pseudocrenilabrinae | Ctenopharynx      | Ctenopharynx nitidus           |          |
| Pseudocrenilabrinae | Ctenopharynx      | Ctenopharynx pictus            |          |
| Pseudocrenilabrinae | Cunningtonia      | Cunningtonia longiventralis    |          |
| Pseudocrenilabrinae | Cyathochromis     | Cyathochromis obliquidens      |          |
| Pseudocrenilabrinae | Cyathopharynx     | Cyathopharynx furcifer         |          |
| Pseudocrenilabrinae | Cyclopharynx      | Cyclopharynx fwae              |          |
| Pseudocrenilabrinae | Cyclopharynx      | Cyclopharynx schwetzi          |          |
| Pseudocrenilabrinae | Cynotilapia       | Cynotilapia afra               |          |
| Pseudocrenilabrinae | Cynotilapia       | Cynotilapia axelrodi           |          |
| Pseudocrenilabrinae | Cynotilapia       | Cynotilapia pulpican           |          |
| Pseudocrenilabrinae | Cyphotilapia      | Cyphotilapia frontosa          |          |
| Pseudocrenilabrinae | Cyphotilapia      | Cyphotilapia gibberosa         |          |
| Pseudocrenilabrinae | Cyprichromis      | Cyprichromis coloratus         |          |
| Pseudocrenilabrinae | Cyprichromis      | Cyprichromis leptosoma         |          |
| Pseudocrenilabrinae | Cyprichromis      | Cyprichromis microlepidotus    |          |
| Pseudocrenilabrinae | Cyprichromis      | Cyprichromis pavo              |          |
| Pseudocrenilabrinae | Cyprichromis      | Cyprichromis zonatus           |          |
| Pseudocrenilabrinae | Cyrtocara         | Cyrtocara moorii               |          |

## D
| Sottofamiglia       | Genere         | Specie                       | Immagine |
| ------------------- | -------------- | ---------------------------- | -------- |
| Pseudocrenilabrinae | Danakilia      | Danakilia dinicolai          |          |
| Pseudocrenilabrinae | Danakilia      | Danakilia franchettii        |          |
| Geophaginae         | Dicrossus      | Dicrossus filamentosus       |          |
| Geophaginae         | Dicrossus      | Dicrossus foirni             |          |
| Geophaginae         | Dicrossus      | Dicrossus gladicauda         |          |
| Geophaginae         | Dicrossus      | Dicrossus maculatus          |          |
| Geophaginae         | Dicrossus      | Dicrossus warzeli            |          |
| Pseudocrenilabrinae | Dimidiochromis | Dimidiochromis compressiceps |          |
| Pseudocrenilabrinae | Dimidiochromis | Dimidiochromis dimidiatus    |          |
| Pseudocrenilabrinae | Dimidiochromis | Dimidiochromis kiwinge       |          |
| Pseudocrenilabrinae | Dimidiochromis | Dimidiochromis strigatus     |          |
| Pseudocrenilabrinae | Diplotaxodon   | Diplotaxodon aeneus          |          |
| Pseudocrenilabrinae | Diplotaxodon   | Diplotaxodon apogon          |          |
| Pseudocrenilabrinae | Diplotaxodon   | Diplotaxodon argenteus       |          |
| Pseudocrenilabrinae | Diplotaxodon   | Diplotaxodon ecclesi         |          |
| Pseudocrenilabrinae | Diplotaxodon   | Diplotaxodon greenwoodi      |          |
| Pseudocrenilabrinae | Diplotaxodon   | Diplotaxodon limnothrissa    |          |
| Pseudocrenilabrinae | Diplotaxodon   | Diplotaxodon macrops         |          |
| Incertae sedis      | Divandu        | Divandu albimarginatus       |          |
| Pseudocrenilabrinae | Docimodus      | Docimodus evelynae           |          |
| Pseudocrenilabrinae | Docimodus      | Docimodus johnstoni          |          |

## E
| Sottofamiglia       | Genere          | Specie                    | Immagine |
| ------------------- | --------------- | ------------------------- | -------- |
| Pseudocrenilabrinae | Eclectochromis  | Eclectochromis lobochilus |          |
| Pseudocrenilabrinae | Eclectochromis  | Eclectochromis ornatus    |          |
| Pseudocrenilabrinae | Ectodus         | Ectodus descampsii        |          |
| Pseudocrenilabrinae | Enigmatochromis | Enigmatochromis lucanusi  |          |
| Pseudocrenilabrinae | Eretmodus       | Eretmodus cyanostictus    |          |
| Pseudocrenilabrinae | Eretmodus       | Eretmodus marksmithi      |          |
| Incertae sedis      | Etia            | Etia nguti                |          |
| Etroplinae          | Etroplus        | Etroplus canarensis       |          |
| Etroplinae          | Etroplus        | Etroplus maculatus        |          |
| Etroplinae          | Etroplus        | Etroplus suratensis       |          |

## F
| Sottofamiglia       | Genere         | Specie                   | Immagine |
| ------------------- | -------------- | ------------------------ | -------- |
| Pseudocrenilabrinae | Fossorochromis | Fossorochromis rostratus |          |

## G
| Sottofamiglia       | Genere            | Specie                       | Immagine |
| ------------------- | ----------------- | ---------------------------- | -------- |
| Pseudocrenilabrinae | Genyochromis      | Genyochromis mento           |          |
| Geophaginae         | Geophagus         | Geophagus abalios            |          |
| Geophaginae         | Geophagus         | Geophagus altifrons          |          |
| Geophaginae         | Geophagus         | Geophagus argyrostictus      |          |
| Geophaginae         | Geophagus         | Geophagus brachybranchus     |          |
| Geophaginae         | Geophagus         | Geophagus brasiliensis       |          |
| Geophaginae         | Geophagus         | Geophagus brokopondo         |          |
| Geophaginae         | Geophagus         | Geophagus camopiensis        |          |
| Geophaginae         | Geophagus         | Geophagus crassilabris       |          |
| Geophaginae         | Geophagus         | Geophagus dicrozoster        |          |
| Geophaginae         | Geophagus         | Geophagus gottwaldi          |          |
| Geophaginae         | Geophagus         | Geophagus grammepareius      |          |
| Geophaginae         | Geophagus         | Geophagus harreri            |          |
| Geophaginae         | Geophagus         | Geophagus iporangensis       |          |
| Geophaginae         | Geophagus         | Geophagus itapicuruensis     |          |
| Geophaginae         | Geophagus         | Geophagus megasema           |          |
| Geophaginae         | Geophagus         | Geophagus neambi             |          |
| Geophaginae         | Geophagus         | Geophagus obscurus           |          |
| Geophaginae         | Geophagus         | Geophagus parnaibae          |          |
| Geophaginae         | Geophagus         | Geophagus pellegrini         |          |
| Geophaginae         | Geophagus         | Geophagus proximus           |          |
| Geophaginae         | Geophagus         | Geophagus steindachneri      |          |
| Geophaginae         | Geophagus         | Geophagus surinamensis       |          |
| Geophaginae         | Geophagus         | Geophagus sveni              |          |
| Geophaginae         | Geophagus         | Geophagus taeniopareius      |          |
| Geophaginae         | Geophagus         | Geophagus winemilleri        |          |
| Pseudocrenilabrinae | Gephyrochromis    | Gephyrochromis lawsi         |          |
| Pseudocrenilabrinae | Gephyrochromis    | Gephyrochromis moorii        |          |
| Pseudocrenilabrinae | Gnathochromis     | Gnathochromis permaxillaris  |          |
| Pseudocrenilabrinae | Gnathochromis     | Gnathochromis pfefferi       |          |
| Pseudocrenilabrinae | Gobiocichla       | Gobiocichla ethelwynnae      |          |
| Pseudocrenilabrinae | Gobiocichla       | Gobiocichla wonderi          |          |
| Pseudocrenilabrinae | Grammatotria      | Grammatotria lemairii        |          |
| Pseudocrenilabrinae | Greenwoodochromis | Greenwoodochromis bellcrossi |          |
| Pseudocrenilabrinae | Greenwoodochromis | Greenwoodochromis christyi   |          |
| Geophaginae         | Guianacara        | Guianacara cuyunii           |          |
| Geophaginae         | Guianacara        | Guianacara dacrya            |          |
| Geophaginae         | Guianacara        | Guianacara geayi             |          |
| Geophaginae         | Guianacara        | Guianacara oelemariensis     |          |
| Geophaginae         | Guianacara        | Guianacara owroewefi         |          |
| Geophaginae         | Guianacara        | Guianacara sphenozona        |          |
| Geophaginae         | Guianacara        | Guianacara stergiosi         |          |
| Geophaginae         | Gymnogeophagus    | Gymnogeophagus australis     |          |
| Geophaginae         | Gymnogeophagus    | Gymnogeophagus balzanii      |          |
| Geophaginae         | Gymnogeophagus    | Gymnogeophagus caaguazuensis |          |
| Geophaginae         | Gymnogeophagus    | Gymnogeophagus che           |          |
| Geophaginae         | Gymnogeophagus    | Gymnogeophagus gymnogenys    |          |
| Geophaginae         | Gymnogeophagus    | Gymnogeophagus labiatus      |          |
| Geophaginae         | Gymnogeophagus    | Gymnogeophagus lacustris     |          |
| Geophaginae         | Gymnogeophagus    | Gymnogeophagus meridionalis  |          |
| Geophaginae         | Gymnogeophagus    | Gymnogeophagus rhabdotus     |          |
| Geophaginae         | Gymnogeophagus    | Gymnogeophagus setequedas    |          |
| Geophaginae         | Gymnogeophagus    | Gymnogeophagus tiraparae     |          |

## H
| Sottofamiglia       | Genere            | Specie                           | Immagine |
| ------------------- | ----------------- | -------------------------------- | -------- |
| Pseudocrenilabrinae | Haplochromis      | Haplochromis acidens             |          |
| Pseudocrenilabrinae | Haplochromis      | Haplochromis adolphifrederici    |          |
| Pseudocrenilabrinae | Haplochromis      | Haplochromis aelocephalus        |          |
| Pseudocrenilabrinae | Haplochromis      | Haplochromis aeneocolor          |          |
| Pseudocrenilabrinae | Haplochromis      | Haplochromis akika               |          |
| Pseudocrenilabrinae | Haplochromis      | Haplochromis albertianus         |          |
| Pseudocrenilabrinae | Haplochromis      | Haplochromis altigenis           |          |
| Pseudocrenilabrinae | Haplochromis      | Haplochromis ampullarostratus    |          |
| Pseudocrenilabrinae | Haplochromis      | Haplochromis angustifrons        |          |
| Pseudocrenilabrinae | Haplochromis      | Haplochromis annectidens         |          |
| Pseudocrenilabrinae | Haplochromis      | Haplochromis antleter            |          |
| Pseudocrenilabrinae | Haplochromis      | Haplochromis apogonoides         |          |
| Pseudocrenilabrinae | Haplochromis      | Haplochromis arcanus             |          |
| Pseudocrenilabrinae | Haplochromis      | Haplochromis argens              |          |
| Pseudocrenilabrinae | Haplochromis      | Haplochromis argenteus           |          |
| Pseudocrenilabrinae | Haplochromis      | Haplochromis artaxerxes          |          |
| Pseudocrenilabrinae | Haplochromis      | Haplochromis astatodon           |          |
| Pseudocrenilabrinae | Haplochromis      | Haplochromis avium               |          |
| Pseudocrenilabrinae | Haplochromis      | Haplochromis azureus             |          |
| Pseudocrenilabrinae | Haplochromis      | Haplochromis barbarae            |          |
| Pseudocrenilabrinae | Haplochromis      | Haplochromis bareli              |          |
| Pseudocrenilabrinae | Haplochromis      | Haplochromis bartoni             |          |
| Pseudocrenilabrinae | Haplochromis      | Haplochromis bayoni              |          |
| Pseudocrenilabrinae | Haplochromis      | Haplochromis beadlei             |          |
| Pseudocrenilabrinae | Haplochromis      | Haplochromis bicolor             |          |
| Pseudocrenilabrinae | Haplochromis      | Haplochromis boops               |          |
| Pseudocrenilabrinae | Haplochromis      | Haplochromis brownae             |          |
| Pseudocrenilabrinae | Haplochromis      | Haplochromis bullatus            |          |
| Pseudocrenilabrinae | Haplochromis      | Haplochromis bwathondii          |          |
| Pseudocrenilabrinae | Haplochromis      | Haplochromis cassius             |          |
| Pseudocrenilabrinae | Haplochromis      | Haplochromis cavifrons           |          |
| Pseudocrenilabrinae | Haplochromis      | Haplochromis chilotes            |          |
| Pseudocrenilabrinae | Haplochromis      | Haplochromis chlorochrous        |          |
| Pseudocrenilabrinae | Haplochromis      | Haplochromis chromogynos         |          |
| Pseudocrenilabrinae | Haplochromis      | Haplochromis chrysogynaion       |          |
| Pseudocrenilabrinae | Haplochromis      | Haplochromis cinctus             |          |
| Pseudocrenilabrinae | Haplochromis      | Haplochromis cinereus            |          |
| Pseudocrenilabrinae | Haplochromis      | Haplochromis cnester             |          |
| Pseudocrenilabrinae | Haplochromis      | Haplochromis commutabilis        |          |
| Pseudocrenilabrinae | Haplochromis      | Haplochromis coprologus          |          |
| Pseudocrenilabrinae | Haplochromis      | Haplochromis crassilabris        |          |
| Pseudocrenilabrinae | Haplochromis      | Haplochromis crebridens          |          |
| Pseudocrenilabrinae | Haplochromis      | Haplochromis crocopeplus         |          |
| Pseudocrenilabrinae | Haplochromis      | Haplochromis cronus              |          |
| Pseudocrenilabrinae | Haplochromis      | Haplochromis cryptodon           |          |
| Pseudocrenilabrinae | Haplochromis      | Haplochromis cryptogramma        |          |
| Pseudocrenilabrinae | Haplochromis      | Haplochromis cyaneus             |          |
| Pseudocrenilabrinae | Haplochromis      | Haplochromis decticostoma        |          |
| Pseudocrenilabrinae | Haplochromis      | Haplochromis degeni              |          |
| Pseudocrenilabrinae | Haplochromis      | Haplochromis dentex              |          |
| Pseudocrenilabrinae | Haplochromis      | Haplochromis dichrourus          |          |
| Pseudocrenilabrinae | Haplochromis      | Haplochromis diplotaenia         |          |
| Pseudocrenilabrinae | Haplochromis      | Haplochromis dolichorhynchus     |          |
| Pseudocrenilabrinae | Haplochromis      | Haplochromis dolorosus           |          |
| Pseudocrenilabrinae | Haplochromis      | Haplochromis eduardianus         |          |
| Pseudocrenilabrinae | Haplochromis      | Haplochromis eduardii            |          |
| Pseudocrenilabrinae | Haplochromis      | Haplochromis elegans             |          |
| Pseudocrenilabrinae | Haplochromis      | Haplochromis empodisma           |          |
| Pseudocrenilabrinae | Haplochromis      | Haplochromis engystoma           |          |
| Pseudocrenilabrinae | Haplochromis      | Haplochromis erythrocephalus     |          |
| Pseudocrenilabrinae | Haplochromis      | Haplochromis erythromaculatus    |          |
| Pseudocrenilabrinae | Haplochromis      | Haplochromis estor               |          |
| Pseudocrenilabrinae | Haplochromis      | Haplochromis eutaenia            |          |
| Pseudocrenilabrinae | Haplochromis      | Haplochromis exspectatus         |          |
| Pseudocrenilabrinae | Haplochromis      | Haplochromis fischeri            |          |
| Pseudocrenilabrinae | Haplochromis      | Haplochromis flavipinnis         |          |
| Pseudocrenilabrinae | Haplochromis      | Haplochromis flavus              |          |
| Pseudocrenilabrinae | Haplochromis      | Haplochromis fuscus              |          |
| Pseudocrenilabrinae | Haplochromis      | Haplochromis fusiformis          |          |
| Pseudocrenilabrinae | Haplochromis      | Haplochromis gigas               |          |
| Pseudocrenilabrinae | Haplochromis      | Haplochromis gigliolii           |          |
| Pseudocrenilabrinae | Haplochromis      | Haplochromis gilberti            |          |
| Pseudocrenilabrinae | Haplochromis      | Haplochromis goldschmidti        |          |
| Pseudocrenilabrinae | Haplochromis      | Haplochromis gowersii            |          |
| Pseudocrenilabrinae | Haplochromis      | Haplochromis gracilior           |          |
| Pseudocrenilabrinae | Haplochromis      | Haplochromis granti              |          |
| Pseudocrenilabrinae | Haplochromis      | Haplochromis graueri             |          |
| Pseudocrenilabrinae | Haplochromis      | Haplochromis greenwoodi          |          |
| Pseudocrenilabrinae | Haplochromis      | Haplochromis guiarti             |          |
| Pseudocrenilabrinae | Haplochromis      | Haplochromis harpakteridion      |          |
| Pseudocrenilabrinae | Haplochromis      | Haplochromis heusinkveldi        |          |
| Pseudocrenilabrinae | Haplochromis      | Haplochromis hiatus              |          |
| Pseudocrenilabrinae | Haplochromis      | Haplochromis howesi              |          |
| Pseudocrenilabrinae | Haplochromis      | Haplochromis humilior            |          |
| Pseudocrenilabrinae | Haplochromis      | Haplochromis humilis             |          |
| Pseudocrenilabrinae | Haplochromis      | Haplochromis igneopinnis         |          |
| Pseudocrenilabrinae | Haplochromis      | Haplochromis insidiae            |          |
| Pseudocrenilabrinae | Haplochromis      | Haplochromis iris                |          |
| Pseudocrenilabrinae | Haplochromis      | Haplochromis ishmaeli            |          |
| Pseudocrenilabrinae | Haplochromis      | Haplochromis kamiranzovu         |          |
| Pseudocrenilabrinae | Haplochromis      | Haplochromis katavi              |          |
| Pseudocrenilabrinae | Haplochromis      | Haplochromis katonga             |          |
| Pseudocrenilabrinae | Haplochromis      | Haplochromis katunzii            |          |
| Pseudocrenilabrinae | Haplochromis      | Haplochromis kunjunjui           |          |
| Pseudocrenilabrinae | Haplochromis      | Haplochromis labiatus            |          |
| Pseudocrenilabrinae | Haplochromis      | Haplochromis labriformis         |          |
| Pseudocrenilabrinae | Haplochromis      | Haplochromis lacrimosus          |          |
| Pseudocrenilabrinae | Haplochromis      | Haplochromis laparogramma        |          |
| Pseudocrenilabrinae | Haplochromis      | Haplochromis latifasciatus       |          |
| Pseudocrenilabrinae | Haplochromis      | Haplochromis limax               |          |
| Pseudocrenilabrinae | Haplochromis      | Haplochromis lividus             |          |
| Pseudocrenilabrinae | Haplochromis      | Haplochromis loati               |          |
| Pseudocrenilabrinae | Haplochromis      | Haplochromis longirostris        |          |
| Pseudocrenilabrinae | Haplochromis      | Haplochromis luteus              |          |
| Pseudocrenilabrinae | Haplochromis      | Haplochromis macconneli          |          |
| Pseudocrenilabrinae | Haplochromis      | Haplochromis macrocephalus       |          |
| Pseudocrenilabrinae | Haplochromis      | Haplochromis macrognathus        |          |
| Pseudocrenilabrinae | Haplochromis      | Haplochromis macrops             |          |
| Pseudocrenilabrinae | Haplochromis      | Haplochromis macropsoides        |          |
| Pseudocrenilabrinae | Haplochromis      | Haplochromis maculipinna         |          |
| Pseudocrenilabrinae | Haplochromis      | Haplochromis mahagiensis         |          |
| Pseudocrenilabrinae | Haplochromis      | Haplochromis maisomei            |          |
| Pseudocrenilabrinae | Haplochromis      | Haplochromis malacophagus        |          |
| Pseudocrenilabrinae | Haplochromis      | Haplochromis mandibularis        |          |
| Pseudocrenilabrinae | Haplochromis      | Haplochromis martini             |          |
| Pseudocrenilabrinae | Haplochromis      | Haplochromis maxillaris          |          |
| Pseudocrenilabrinae | Haplochromis      | Haplochromis mbipi               |          |
| Pseudocrenilabrinae | Haplochromis      | Haplochromis megalops            |          |
| Pseudocrenilabrinae | Haplochromis      | Haplochromis melanopterus        |          |
| Pseudocrenilabrinae | Haplochromis      | Haplochromis melanopus           |          |
| Pseudocrenilabrinae | Haplochromis      | Haplochromis melichrous          |          |
| Pseudocrenilabrinae | Haplochromis      | Haplochromis mentatus            |          |
| Pseudocrenilabrinae | Haplochromis      | Haplochromis mento               |          |
| Pseudocrenilabrinae | Haplochromis      | Haplochromis michaeli            |          |
| Pseudocrenilabrinae | Haplochromis      | Haplochromis microchrysomelas    |          |
| Pseudocrenilabrinae | Haplochromis      | Haplochromis multiocellatus      |          |
| Pseudocrenilabrinae | Haplochromis      | Haplochromis mylergates          |          |
| Pseudocrenilabrinae | Haplochromis      | Haplochromis mylodon             |          |
| Pseudocrenilabrinae | Haplochromis      | Haplochromis nanoserranus        |          |
| Pseudocrenilabrinae | Haplochromis      | Haplochromis nigrescens          |          |
| Pseudocrenilabrinae | Haplochromis      | Haplochromis nigricans           |          |
| Pseudocrenilabrinae | Haplochromis      | Haplochromis nigripinnis         |          |
| Pseudocrenilabrinae | Haplochromis      | Haplochromis nigroides           |          |
| Pseudocrenilabrinae | Haplochromis      | Haplochromis niloticus           |          |
| Pseudocrenilabrinae | Haplochromis      | Haplochromis nubilus             |          |
| Pseudocrenilabrinae | Haplochromis      | Haplochromis nuchisquamulatus    |          |
| Pseudocrenilabrinae | Haplochromis      | Haplochromis nyanze              |          |
| Pseudocrenilabrinae | Haplochromis      | Haplochromis nyererei            |          |
| Pseudocrenilabrinae | Haplochromis      | Haplochromis obesus              |          |
| Pseudocrenilabrinae | Haplochromis      | Haplochromis obliquidens         |          |
| Pseudocrenilabrinae | Haplochromis      | Haplochromis obtusidens          |          |
| Pseudocrenilabrinae | Haplochromis      | Haplochromis occultidens         |          |
| Pseudocrenilabrinae | Haplochromis      | Haplochromis oligolepis          |          |
| Pseudocrenilabrinae | Haplochromis      | Haplochromis olivaceus           |          |
| Pseudocrenilabrinae | Haplochromis      | Haplochromis omnicaeruleus       |          |
| Pseudocrenilabrinae | Haplochromis      | Haplochromis oregosoma           |          |
| Pseudocrenilabrinae | Haplochromis      | Haplochromis orthostoma          |          |
| Pseudocrenilabrinae | Haplochromis      | Haplochromis pachycephalus       |          |
| Pseudocrenilabrinae | Haplochromis      | Haplochromis pallidus            |          |
| Pseudocrenilabrinae | Haplochromis      | Haplochromis paludinosus         |          |
| Pseudocrenilabrinae | Haplochromis      | Haplochromis pancitrinus         |          |
| Pseudocrenilabrinae | Haplochromis      | Haplochromis pappenheimi         |          |
| Pseudocrenilabrinae | Haplochromis      | Haplochromis paradoxus           |          |
| Pseudocrenilabrinae | Haplochromis      | Haplochromis paraguiarti         |          |
| Pseudocrenilabrinae | Haplochromis      | Haplochromis paraplagiostoma     |          |
| Pseudocrenilabrinae | Haplochromis      | Haplochromis paropius            |          |
| Pseudocrenilabrinae | Haplochromis      | Haplochromis parorthostoma       |          |
| Pseudocrenilabrinae | Haplochromis      | Haplochromis parvidens           |          |
| Pseudocrenilabrinae | Haplochromis      | Haplochromis paucidens           |          |
| Pseudocrenilabrinae | Haplochromis      | Haplochromis pellegrini          |          |
| Pseudocrenilabrinae | Haplochromis      | Haplochromis percoides           |          |
| Pseudocrenilabrinae | Haplochromis      | Haplochromis perrieri            |          |
| Pseudocrenilabrinae | Haplochromis      | Haplochromis petronius           |          |
| Pseudocrenilabrinae | Haplochromis      | Haplochromis pharyngalis         |          |
| Pseudocrenilabrinae | Haplochromis      | Haplochromis pharyngomylus       |          |
| Pseudocrenilabrinae | Haplochromis      | Haplochromis phytophagus         |          |
| Pseudocrenilabrinae | Haplochromis      | Haplochromis piceatus            |          |
| Pseudocrenilabrinae | Haplochromis      | Haplochromis pitmani             |          |
| Pseudocrenilabrinae | Haplochromis      | Haplochromis placodus            |          |
| Pseudocrenilabrinae | Haplochromis      | Haplochromis plagiodon           |          |
| Pseudocrenilabrinae | Haplochromis      | Haplochromis plagiostoma         |          |
| Pseudocrenilabrinae | Haplochromis      | Haplochromis plutonius           |          |
| Pseudocrenilabrinae | Haplochromis      | Haplochromis prodromus           |          |
| Pseudocrenilabrinae | Haplochromis      | Haplochromis prognathus          |          |
| Pseudocrenilabrinae | Haplochromis      | Haplochromis pseudopellegrini    |          |
| Pseudocrenilabrinae | Haplochromis      | Haplochromis ptistes             |          |
| Pseudocrenilabrinae | Haplochromis      | Haplochromis pundamilia          |          |
| Pseudocrenilabrinae | Haplochromis      | Haplochromis pyrrhocephalus      |          |
| Pseudocrenilabrinae | Haplochromis      | Haplochromis pyrrhopteryx        |          |
| Pseudocrenilabrinae | Haplochromis      | Haplochromis retrodens           |          |
| Pseudocrenilabrinae | Haplochromis      | Haplochromis riponianus          |          |
| Pseudocrenilabrinae | Haplochromis      | Haplochromis rubescens           |          |
| Pseudocrenilabrinae | Haplochromis      | Haplochromis rubripinnis         |          |
| Pseudocrenilabrinae | Haplochromis      | Haplochromis rudolfianus         |          |
| Pseudocrenilabrinae | Haplochromis      | Haplochromis rufocaudalis        |          |
| Pseudocrenilabrinae | Haplochromis      | Haplochromis rufus               |          |
| Pseudocrenilabrinae | Haplochromis      | Haplochromis sauvagei            |          |
| Pseudocrenilabrinae | Haplochromis      | Haplochromis saxicola            |          |
| Pseudocrenilabrinae | Haplochromis      | Haplochromis scheffersi          |          |
| Pseudocrenilabrinae | Haplochromis      | Haplochromis schubotzi           |          |
| Pseudocrenilabrinae | Haplochromis      | Haplochromis schubotziellus      |          |
| Pseudocrenilabrinae | Haplochromis      | Haplochromis serranus            |          |
| Pseudocrenilabrinae | Haplochromis      | Haplochromis serridens           |          |
| Pseudocrenilabrinae | Haplochromis      | Haplochromis simotes             |          |
| Pseudocrenilabrinae | Haplochromis      | Haplochromis simpsoni            |          |
| Pseudocrenilabrinae | Haplochromis      | Haplochromis smithii             |          |
| Pseudocrenilabrinae | Haplochromis      | Haplochromis snoeksi             |          |
| Pseudocrenilabrinae | Haplochromis      | Haplochromis spekii              |          |
| Pseudocrenilabrinae | Haplochromis      | Haplochromis sphex               |          |
| Pseudocrenilabrinae | Haplochromis      | Haplochromis squamipinnis        |          |
| Pseudocrenilabrinae | Haplochromis      | Haplochromis squamulatus         |          |
| Pseudocrenilabrinae | Haplochromis      | Haplochromis sulphureus          |          |
| Pseudocrenilabrinae | Haplochromis      | Haplochromis tanaos              |          |
| Pseudocrenilabrinae | Haplochromis      | Haplochromis taurinus            |          |
| Pseudocrenilabrinae | Haplochromis      | Haplochromis teegelaari          |          |
| Pseudocrenilabrinae | Haplochromis      | Haplochromis teunisrasi          |          |
| Pseudocrenilabrinae | Haplochromis      | Haplochromis theliodon           |          |
| Pseudocrenilabrinae | Haplochromis      | Haplochromis thereuterion        |          |
| Pseudocrenilabrinae | Haplochromis      | Haplochromis thuragnathus        |          |
| Pseudocrenilabrinae | Haplochromis      | Haplochromis tridens             |          |
| Pseudocrenilabrinae | Haplochromis      | Haplochromis turkanae            |          |
| Pseudocrenilabrinae | Haplochromis      | Haplochromis tyrianthinus        |          |
| Pseudocrenilabrinae | Haplochromis      | Haplochromis ushindi             |          |
| Pseudocrenilabrinae | Haplochromis      | Haplochromis vanoijeni           |          |
| Pseudocrenilabrinae | Haplochromis      | Haplochromis velifer             |          |
| Pseudocrenilabrinae | Haplochromis      | Haplochromis venator             |          |
| Pseudocrenilabrinae | Haplochromis      | Haplochromis vicarius            |          |
| Pseudocrenilabrinae | Haplochromis      | Haplochromis victoriae           |          |
| Pseudocrenilabrinae | Haplochromis      | Haplochromis victorianus         |          |
| Pseudocrenilabrinae | Haplochromis      | Haplochromis vittatus            |          |
| Pseudocrenilabrinae | Haplochromis      | Haplochromis vonlinnei           |          |
| Pseudocrenilabrinae | Haplochromis      | Haplochromis welcommei           |          |
| Pseudocrenilabrinae | Haplochromis      | Haplochromis worthingtoni        |          |
| Pseudocrenilabrinae | Haplochromis      | Haplochromis xanthopteryx        |          |
| Pseudocrenilabrinae | Haplochromis      | Haplochromis xenognathus         |          |
| Pseudocrenilabrinae | Haplochromis      | Haplochromis xenostoma           |          |
| Pseudocrenilabrinae | Haplotaxodon      | Haplotaxodon microlepis          |          |
| Pseudocrenilabrinae | Haplotaxodon      | Haplotaxodon trifasciatus        |          |
| Pseudocrenilabrinae | Hemibates         | Hemibates stenosoma              |          |
| Pseudocrenilabrinae | Hemichromis       | Hemichromis angolensis           |          |
| Pseudocrenilabrinae | Hemichromis       | Hemichromis bimaculatus          |          |
| Pseudocrenilabrinae | Hemichromis       | Hemichromis cerasogaster         |          |
| Pseudocrenilabrinae | Hemichromis       | Hemichromis elongatus            |          |
| Pseudocrenilabrinae | Hemichromis       | Hemichromis exsul                |          |
| Pseudocrenilabrinae | Hemichromis       | Hemichromis fasciatus            |          |
| Pseudocrenilabrinae | Hemichromis       | Hemichromis frempongi            |          |
| Pseudocrenilabrinae | Hemichromis       | Hemichromis guttatus             |          |
| Pseudocrenilabrinae | Hemichromis       | Hemichromis letourneuxi          |          |
| Pseudocrenilabrinae | Hemichromis       | Hemichromis lifalili             |          |
| Pseudocrenilabrinae | Hemichromis       | Hemichromis stellifer            |          |
| Pseudocrenilabrinae | Hemitaeniochromis | Hemitaeniochromis brachyrhynchus |          |
| Pseudocrenilabrinae | Hemitaeniochromis | Hemitaeniochromis urotaenia      |          |
| Pseudocrenilabrinae | Hemitilapia       | Hemitilapia oxyrhyncha           |          |
| Cichlasomatinae     | Herichthys        | Herichthys bartoni               |          |
| Cichlasomatinae     | Herichthys        | Herichthys carpintis             |          |
| Cichlasomatinae     | Herichthys        | Herichthys cyanoguttatus         |          |
| Cichlasomatinae     | Herichthys        | Herichthys deppii                |          |
| Cichlasomatinae     | Herichthys        | Herichthys labridens             |          |
| Cichlasomatinae     | Herichthys        | Herichthys minckleyi             |          |
| Cichlasomatinae     | Herichthys        | Herichthys pantostictus          |          |
| Cichlasomatinae     | Herichthys        | Herichthys steindachneri         |          |
| Cichlasomatinae     | Herichthys        | Herichthys tamasopoensis         |          |
| Cichlasomatinae     | Heroina           | Heroina isonycterina             |          |
| Cichlasomatinae     | Heros             | Heros efasciatus                 |          |
| Cichlasomatinae     | Heros             | Heros notatus                    |          |
| Cichlasomatinae     | Heros             | Heros severus                    |          |
| Cichlasomatinae     | Heros             | Heros spurius                    |          |
| Heterochromidinae   | Heterochromis     | Heterochromis multidens          |          |
| Cichlasomatinae     | Hoplarchus        | Hoplarchus psittacus             |          |
| Cichlasomatinae     | Hypselecara       | Hypselecara coryphaenoides       |          |
| Cichlasomatinae     | Hypselecara       | Hypselecara temporalis           |          |
| Cichlasomatinae     | Hypsophrys        | Hypsophrys nematopus             |          |
| Cichlasomatinae     | Hypsophrys        | Hypsophrys nicaraguensis         |          |

## I
| Sottofamiglia       | Genere        | Specie                    | Immagine |
| ------------------- | ------------- | ------------------------- | -------- |
| Pseudocrenilabrinae | Interochromis | Interochromis loocki      |          |
| Pseudocrenilabrinae | Iodotropheus  | Iodotropheus declivitas   |          |
| Pseudocrenilabrinae | Iodotropheus  | Iodotropheus sprengerae   |          |
| Pseudocrenilabrinae | Iodotropheus  | Iodotropheus stuartgranti |          |
| Pseudocrenilabrinae | Iranocichla   | Iranocichla hormuzensis   |          |

## J
| Sottofamiglia       | Genere        | Specie                     | Immagine |
| ------------------- | ------------- | -------------------------- | -------- |
| Pseudocrenilabrinae | Julidochromis | Julidochromis dickfeldi    |          |
| Pseudocrenilabrinae | Julidochromis | Julidochromis marlieri     |          |
| Pseudocrenilabrinae | Julidochromis | Julidochromis ornatus      |          |
| Pseudocrenilabrinae | Julidochromis | Julidochromis regani       |          |
| Pseudocrenilabrinae | Julidochromis | Julidochromis transcriptus |          |

## K
| Sottofamiglia       | Genere | Specie            | Immagine |
| ------------------- | ------ | ----------------- | -------- |
| Ptychochrominae     | Katria | Katria katria     |          |
| Pseudocrenilabrinae | Konia  | Konia dikume      |          |
| Pseudocrenilabrinae | Konia  | Konia eisentrauti |          |
| Cichlasomatinae     | Krobia | Krobia guianensis |          |
| Cichlasomatinae     | Krobia | Krobia itanyi     |          |
| Cichlasomatinae     | Krobia | Krobia petitella  |          |
| Cichlasomatinae     | Krobia | Krobia xinguensis |          |

## L
| Sottofamiglia       | Genere             | Specie                          | Immagine |
| ------------------- | ------------------ | ------------------------------- | -------- |
| Pseudocrenilabrinae | Labeotropheus      | Labeotropheus fuelleborni       |          |
| Pseudocrenilabrinae | Labeotropheus      | Labeotropheus trewavasae        |          |
| Pseudocrenilabrinae | Labidochromis      | Labidochromis caeruleus         |          |
| Pseudocrenilabrinae | Labidochromis      | Labidochromis chisumulae        |          |
| Pseudocrenilabrinae | Labidochromis      | Labidochromis flavigulis        |          |
| Pseudocrenilabrinae | Labidochromis      | Labidochromis freibergi         |          |
| Pseudocrenilabrinae | Labidochromis      | Labidochromis gigas             |          |
| Pseudocrenilabrinae | Labidochromis      | Labidochromis heterodon         |          |
| Pseudocrenilabrinae | Labidochromis      | Labidochromis ianthinus         |          |
| Pseudocrenilabrinae | Labidochromis      | Labidochromis lividus           |          |
| Pseudocrenilabrinae | Labidochromis      | Labidochromis maculicauda       |          |
| Pseudocrenilabrinae | Labidochromis      | Labidochromis mathotho          |          |
| Pseudocrenilabrinae | Labidochromis      | Labidochromis mbenjii           |          |
| Pseudocrenilabrinae | Labidochromis      | Labidochromis mylodon           |          |
| Pseudocrenilabrinae | Labidochromis      | Labidochromis pallidus          |          |
| Pseudocrenilabrinae | Labidochromis      | Labidochromis shiranus          |          |
| Pseudocrenilabrinae | Labidochromis      | Labidochromis strigatus         |          |
| Pseudocrenilabrinae | Labidochromis      | Labidochromis textilis          |          |
| Pseudocrenilabrinae | Labidochromis      | Labidochromis vellicans         |          |
| Pseudocrenilabrinae | Labidochromis      | Labidochromis zebroides         |          |
| Cichlasomatinae     | Laetacara          | Laetacara araguaiae             |          |
| Cichlasomatinae     | Laetacara          | Laetacara curviceps             |          |
| Cichlasomatinae     | Laetacara          | Laetacara dorsigera             |          |
| Cichlasomatinae     | Laetacara          | Laetacara flamannellus          |          |
| Cichlasomatinae     | Laetacara          | Laetacara flavilabris           |          |
| Cichlasomatinae     | Laetacara          | Laetacara fulvipinnis           |          |
| Cichlasomatinae     | Laetacara          | Laetacara thayeri               |          |
| Pseudocrenilabrinae | Lamprologus        | Lamprologus callipterus         |          |
| Pseudocrenilabrinae | Lamprologus        | Lamprologus congoensis          |          |
| Pseudocrenilabrinae | Lamprologus        | Lamprologus finalimus           |          |
| Pseudocrenilabrinae | Lamprologus        | Lamprologus kungweensis         |          |
| Pseudocrenilabrinae | Lamprologus        | Lamprologus laparogramma        |          |
| Pseudocrenilabrinae | Lamprologus        | Lamprologus lemairii            |          |
| Pseudocrenilabrinae | Lamprologus        | Lamprologus lethops             |          |
| Pseudocrenilabrinae | Lamprologus        | Lamprologus meleagris           |          |
| Pseudocrenilabrinae | Lamprologus        | Lamprologus mocquardi           |          |
| Pseudocrenilabrinae | Lamprologus        | Lamprologus ocellatus           |          |
| Pseudocrenilabrinae | Lamprologus        | Lamprologus ornatipinnis        |          |
| Pseudocrenilabrinae | Lamprologus        | Lamprologus signatus            |          |
| Pseudocrenilabrinae | Lamprologus        | Lamprologus speciosus           |          |
| Pseudocrenilabrinae | Lamprologus        | Lamprologus stappersi           |          |
| Pseudocrenilabrinae | Lamprologus        | Lamprologus symoensi            |          |
| Pseudocrenilabrinae | Lamprologus        | Lamprologus teugelsi            |          |
| Pseudocrenilabrinae | Lamprologus        | Lamprologus tigripictilis       |          |
| Pseudocrenilabrinae | Lamprologus        | Lamprologus tumbanus            |          |
| Pseudocrenilabrinae | Lamprologus        | Lamprologus werneri             |          |
| Pseudocrenilabrinae | Lepidiolamprologus | Lepidiolamprologus attenuatus   |          |
| Pseudocrenilabrinae | Lepidiolamprologus | Lepidiolamprologus cunningtoni  |          |
| Pseudocrenilabrinae | Lepidiolamprologus | Lepidiolamprologus elongatus    |          |
| Pseudocrenilabrinae | Lepidiolamprologus | Lepidiolamprologus kendalli     |          |
| Pseudocrenilabrinae | Lepidiolamprologus | Lepidiolamprologus mimicus      |          |
| Pseudocrenilabrinae | Lepidiolamprologus | Lepidiolamprologus nkambae      |          |
| Pseudocrenilabrinae | Lepidiolamprologus | Lepidiolamprologus profundicola |          |
| Pseudocrenilabrinae | Lestradea          | Lestradea perspicax             |          |
| Pseudocrenilabrinae | Lestradea          | Lestradea stappersii            |          |
| Pseudocrenilabrinae | Lethrinops         | Lethrinops albus                |          |
| Pseudocrenilabrinae | Lethrinops         | Lethrinops altus                |          |
| Pseudocrenilabrinae | Lethrinops         | Lethrinops argenteus            |          |
| Pseudocrenilabrinae | Lethrinops         | Lethrinops auritus              |          |
| Pseudocrenilabrinae | Lethrinops         | Lethrinops christyi             |          |
| Pseudocrenilabrinae | Lethrinops         | Lethrinops furcifer             |          |
| Pseudocrenilabrinae | Lethrinops         | Lethrinops gossei               |          |
| Pseudocrenilabrinae | Lethrinops         | Lethrinops leptodon             |          |
| Pseudocrenilabrinae | Lethrinops         | Lethrinops lethrinus            |          |
| Pseudocrenilabrinae | Lethrinops         | Lethrinops longimanus           |          |
| Pseudocrenilabrinae | Lethrinops         | Lethrinops longipinnis          |          |
| Pseudocrenilabrinae | Lethrinops         | Lethrinops lunaris              |          |
| Pseudocrenilabrinae | Lethrinops         | Lethrinops macracanthus         |          |
| Pseudocrenilabrinae | Lethrinops         | Lethrinops macrochir            |          |
| Pseudocrenilabrinae | Lethrinops         | Lethrinops macrophthalmus       |          |
| Pseudocrenilabrinae | Lethrinops         | Lethrinops marginatus           |          |
| Pseudocrenilabrinae | Lethrinops         | Lethrinops micrentodon          |          |
| Pseudocrenilabrinae | Lethrinops         | Lethrinops microdon             |          |
| Pseudocrenilabrinae | Lethrinops         | Lethrinops microstoma           |          |
| Pseudocrenilabrinae | Lethrinops         | Lethrinops mylodon              |          |
| Pseudocrenilabrinae | Lethrinops         | Lethrinops oculatus             |          |
| Pseudocrenilabrinae | Lethrinops         | Lethrinops parvidens            |          |
| Pseudocrenilabrinae | Lethrinops         | Lethrinops stridei              |          |
| Pseudocrenilabrinae | Lethrinops         | Lethrinops turneri              |          |
| Pseudocrenilabrinae | Lichnochromis      | Lichnochromis acuticeps         |          |
| Pseudocrenilabrinae | Limbochromis       | Limbochromis robertsi           |          |
| Pseudocrenilabrinae | Limnochromis       | Limnochromis abeelei            |          |
| Pseudocrenilabrinae | Limnochromis       | Limnochromis auritus            |          |
| Pseudocrenilabrinae | Limnochromis       | Limnochromis staneri            |          |
| Pseudocrenilabrinae | Limnotilapia       | Limnotilapia dardennii          |          |
| Pseudocrenilabrinae | Lobochilotes       | Lobochilotes labiatus           |          |

## M
| Sottofamiglia       | Genere         | Specie                        | Immagine |
| ------------------- | -------------- | ----------------------------- | -------- |
| Pseudocrenilabrinae | Maylandia      | Maylandia aurora              |          |
| Pseudocrenilabrinae | Maylandia      | Maylandia barlowi             |          |
| Pseudocrenilabrinae | Maylandia      | Maylandia benetos             |          |
| Pseudocrenilabrinae | Maylandia      | Maylandia callainos           |          |
| Pseudocrenilabrinae | Maylandia      | Maylandia chrysomallos        |          |
| Pseudocrenilabrinae | Maylandia      | Maylandia cyneusmarginata     |          |
| Pseudocrenilabrinae | Maylandia      | Maylandia elegans             |          |
| Pseudocrenilabrinae | Maylandia      | Maylandia emmiltos            |          |
| Pseudocrenilabrinae | Maylandia      | Maylandia estherae            |          |
| Pseudocrenilabrinae | Maylandia      | Maylandia flavifemina         |          |
| Pseudocrenilabrinae | Maylandia      | Maylandia glaucos             |          |
| Pseudocrenilabrinae | Maylandia      | Maylandia greshakei           |          |
| Pseudocrenilabrinae | Maylandia      | Maylandia hajomaylandi        |          |
| Pseudocrenilabrinae | Maylandia      | Maylandia heteropicta         |          |
| Pseudocrenilabrinae | Maylandia      | Maylandia lanisticola         |          |
| Pseudocrenilabrinae | Maylandia      | Maylandia livingstonii        |          |
| Pseudocrenilabrinae | Maylandia      | Maylandia lombardoi           |          |
| Pseudocrenilabrinae | Maylandia      | Maylandia mbenjii             |          |
| Pseudocrenilabrinae | Maylandia      | Maylandia melabranchion       |          |
| Pseudocrenilabrinae | Maylandia      | Maylandia mossambicus         |          |
| Pseudocrenilabrinae | Maylandia      | Maylandia nkhunguensis        |          |
| Pseudocrenilabrinae | Maylandia      | Maylandia phaeos              |          |
| Pseudocrenilabrinae | Maylandia      | Maylandia pursa               |          |
| Pseudocrenilabrinae | Maylandia      | Maylandia pyrsonotos          |          |
| Pseudocrenilabrinae | Maylandia      | Maylandia sandaracinos        |          |
| Pseudocrenilabrinae | Maylandia      | Maylandia sciasma             |          |
| Pseudocrenilabrinae | Maylandia      | Maylandia thapsinogen         |          |
| Pseudocrenilabrinae | Maylandia      | Maylandia xanstomachus        |          |
| Pseudocrenilabrinae | Maylandia      | Maylandia xanthos             |          |
| Pseudocrenilabrinae | Maylandia      | Maylandia zebra               |          |
| Cichlinae           | Mazarunia      | Mazarunia charadrica          |          |
| Cichlinae           | Mazarunia      | Mazarunia mazarunii           |          |
| Cichlinae           | Mazarunia      | Mazarunia pala                |          |
| Pseudocrenilabrinae | Mchenga        | Mchenga conophoros            |          |
| Pseudocrenilabrinae | Mchenga        | Mchenga cyclicos              |          |
| Pseudocrenilabrinae | Mchenga        | Mchenga eucinostomus          |          |
| Pseudocrenilabrinae | Mchenga        | Mchenga flavimanus            |          |
| Pseudocrenilabrinae | Mchenga        | Mchenga inornata              |          |
| Pseudocrenilabrinae | Mchenga        | Mchenga thinos                |          |
| Pseudocrenilabrinae | Melanochromis  | Melanochromis auratus         |          |
| Pseudocrenilabrinae | Melanochromis  | Melanochromis baliodigma      |          |
| Pseudocrenilabrinae | Melanochromis  | Melanochromis chipokae        |          |
| Pseudocrenilabrinae | Melanochromis  | Melanochromis dialeptos       |          |
| Pseudocrenilabrinae | Melanochromis  | Melanochromis heterochromis   |          |
| Pseudocrenilabrinae | Melanochromis  | Melanochromis kaskazini       |          |
| Pseudocrenilabrinae | Melanochromis  | Melanochromis lepidiadaptes   |          |
| Pseudocrenilabrinae | Melanochromis  | Melanochromis loriae          |          |
| Pseudocrenilabrinae | Melanochromis  | Melanochromis melanopterus    |          |
| Pseudocrenilabrinae | Melanochromis  | Melanochromis mossambiquensis |          |
| Pseudocrenilabrinae | Melanochromis  | Melanochromis mpoto           |          |
| Pseudocrenilabrinae | Melanochromis  | Melanochromis robustus        |          |
| Pseudocrenilabrinae | Melanochromis  | Melanochromis simulans        |          |
| Pseudocrenilabrinae | Melanochromis  | Melanochromis vermivorus      |          |
| Pseudocrenilabrinae | Melanochromis  | Melanochromis wochepa         |          |
| Cichlasomatinae     | Mesonauta      | Mesonauta acora               |          |
| Cichlasomatinae     | Mesonauta      | Mesonauta egregius            |          |
| Cichlasomatinae     | Mesonauta      | Mesonauta festivus            |          |
| Cichlasomatinae     | Mesonauta      | Mesonauta guyanae             |          |
| Cichlasomatinae     | Mesonauta      | Mesonauta insignis            |          |
| Cichlasomatinae     | Mesonauta      | Mesonauta mirificus           |          |
| Pseudocrenilabrinae | Microchromis   | Microchromis aurifrons        |          |
| Pseudocrenilabrinae | Microchromis   | Microchromis zebroides        |          |
| Cichlinae           | Mikrogeophagus | Mikrogeophagus altispinosus   |          |
| Cichlinae           | Mikrogeophagus | Mikrogeophagus ramirezi       |          |
| Pseudocrenilabrinae | Myaka          | Myaka myaka                   |          |
| Pseudocrenilabrinae | Mylochromis    | Mylochromis anaphyrmus        |          |
| Pseudocrenilabrinae | Mylochromis    | Mylochromis balteatus         |          |
| Pseudocrenilabrinae | Mylochromis    | Mylochromis chekopae          |          |
| Pseudocrenilabrinae | Mylochromis    | Mylochromis ensatus           |          |
| Pseudocrenilabrinae | Mylochromis    | Mylochromis epichorialis      |          |
| Pseudocrenilabrinae | Mylochromis    | Mylochromis ericotaenia       |          |
| Pseudocrenilabrinae | Mylochromis    | Mylochromis formosus          |          |
| Pseudocrenilabrinae | Mylochromis    | Mylochromis gracilis          |          |
| Pseudocrenilabrinae | Mylochromis    | Mylochromis guentheri         |          |
| Pseudocrenilabrinae | Mylochromis    | Mylochromis incola            |          |
| Pseudocrenilabrinae | Mylochromis    | Mylochromis labidodon         |          |
| Pseudocrenilabrinae | Mylochromis    | Mylochromis lateristriga      |          |
| Pseudocrenilabrinae | Mylochromis    | Mylochromis melanonotus       |          |
| Pseudocrenilabrinae | Mylochromis    | Mylochromis melanotaenia      |          |
| Pseudocrenilabrinae | Mylochromis    | Mylochromis mola              |          |
| Pseudocrenilabrinae | Mylochromis    | Mylochromis mollis            |          |
| Pseudocrenilabrinae | Mylochromis    | Mylochromis obtusus           |          |
| Pseudocrenilabrinae | Mylochromis    | Mylochromis plagiotaenia      |          |
| Pseudocrenilabrinae | Mylochromis    | Mylochromis semipalatus       |          |
| Pseudocrenilabrinae | Mylochromis    | Mylochromis sphaerodon        |          |
| Pseudocrenilabrinae | Mylochromis    | Mylochromis spilostichus      |          |

## N
| Sottofamiglia       | Genere         | Specie                         | Immagine |
| ------------------- | -------------- | ------------------------------ | -------- |
| Pseudocrenilabrinae | Naevochromis   | Naevochromis chrysogaster      |          |
| Cichlasomatinae     | Nandopsis      | Nandopsis haitiensis           |          |
| Cichlasomatinae     | Nandopsis      | Nandopsis ramsdeni             |          |
| Cichlasomatinae     | Nandopsis      | Nandopsis tetracanthus         |          |
| Cichlinae           | Nannacara      | Nannacara adoketa              |          |
| Cichlinae           | Nannacara      | Nannacara anomala              |          |
| Cichlinae           | Nannacara      | Nannacara aureocephalus        |          |
| Cichlinae           | Nannacara      | Nannacara bimaculata           |          |
| Cichlinae           | Nannacara      | Nannacara quadrispinae         |          |
| Cichlinae           | Nannacara      | Nannacara taenia               |          |
| Pseudocrenilabrinae | Nanochromis    | Nanochromis consortus          |          |
| Pseudocrenilabrinae | Nanochromis    | Nanochromis minor              |          |
| Pseudocrenilabrinae | Nanochromis    | Nanochromis nudiceps           |          |
| Pseudocrenilabrinae | Nanochromis    | Nanochromis parilus            |          |
| Pseudocrenilabrinae | Nanochromis    | Nanochromis splendens          |          |
| Pseudocrenilabrinae | Nanochromis    | Nanochromis teugelsi           |          |
| Pseudocrenilabrinae | Nanochromis    | Nanochromis transvestitus      |          |
| Pseudocrenilabrinae | Nanochromis    | Nanochromis wickleri           |          |
| Pseudocrenilabrinae | Neolamprologus | Neolamprologus bifasciatus     |          |
| Pseudocrenilabrinae | Neolamprologus | Neolamprologus boulengeri      |          |
| Pseudocrenilabrinae | Neolamprologus | Neolamprologus brevis          |          |
| Pseudocrenilabrinae | Neolamprologus | Neolamprologus brichardi       |          |
| Pseudocrenilabrinae | Neolamprologus | Neolamprologus buescheri       |          |
| Pseudocrenilabrinae | Neolamprologus | Neolamprologus cancellatus     |          |
| Pseudocrenilabrinae | Neolamprologus | Neolamprologus caudopunctatus  |          |
| Pseudocrenilabrinae | Neolamprologus | Neolamprologus chitamwebwai    |          |
| Pseudocrenilabrinae | Neolamprologus | Neolamprologus christyi        |          |
| Pseudocrenilabrinae | Neolamprologus | Neolamprologus crassus         |          |
| Pseudocrenilabrinae | Neolamprologus | Neolamprologus cylindricus     |          |
| Pseudocrenilabrinae | Neolamprologus | Neolamprologus devosi          |          |
| Pseudocrenilabrinae | Neolamprologus | Neolamprologus falcicula       |          |
| Pseudocrenilabrinae | Neolamprologus | Neolamprologus fasciatus       |          |
| Pseudocrenilabrinae | Neolamprologus | Neolamprologus furcifer        |          |
| Pseudocrenilabrinae | Neolamprologus | Neolamprologus gracilis        |          |
| Pseudocrenilabrinae | Neolamprologus | Neolamprologus hecqui          |          |
| Pseudocrenilabrinae | Neolamprologus | Neolamprologus helianthus      |          |
| Pseudocrenilabrinae | Neolamprologus | Neolamprologus leleupi         |          |
| Pseudocrenilabrinae | Neolamprologus | Neolamprologus leloupi         |          |
| Pseudocrenilabrinae | Neolamprologus | Neolamprologus longicaudatus   |          |
| Pseudocrenilabrinae | Neolamprologus | Neolamprologus longior         |          |
| Pseudocrenilabrinae | Neolamprologus | Neolamprologus marunguensis    |          |
| Pseudocrenilabrinae | Neolamprologus | Neolamprologus meeli           |          |
| Pseudocrenilabrinae | Neolamprologus | Neolamprologus modestus        |          |
| Pseudocrenilabrinae | Neolamprologus | Neolamprologus mondabu         |          |
| Pseudocrenilabrinae | Neolamprologus | Neolamprologus multifasciatus  |          |
| Pseudocrenilabrinae | Neolamprologus | Neolamprologus mustax          |          |
| Pseudocrenilabrinae | Neolamprologus | Neolamprologus niger           |          |
| Pseudocrenilabrinae | Neolamprologus | Neolamprologus nigriventris    |          |
| Pseudocrenilabrinae | Neolamprologus | Neolamprologus obscurus        |          |
| Pseudocrenilabrinae | Neolamprologus | Neolamprologus olivaceous      |          |
| Pseudocrenilabrinae | Neolamprologus | Neolamprologus pectoralis      |          |
| Pseudocrenilabrinae | Neolamprologus | Neolamprologus petricola       |          |
| Pseudocrenilabrinae | Neolamprologus | Neolamprologus pleuromaculatus |          |
| Pseudocrenilabrinae | Neolamprologus | Neolamprologus prochilus       |          |
| Pseudocrenilabrinae | Neolamprologus | Neolamprologus pulcher         |          |
| Pseudocrenilabrinae | Neolamprologus | Neolamprologus savoryi         |          |
| Pseudocrenilabrinae | Neolamprologus | Neolamprologus schreyeni       |          |
| Pseudocrenilabrinae | Neolamprologus | Neolamprologus sexfasciatus    |          |
| Pseudocrenilabrinae | Neolamprologus | Neolamprologus similis         |          |
| Pseudocrenilabrinae | Neolamprologus | Neolamprologus splendens       |          |
| Pseudocrenilabrinae | Neolamprologus | Neolamprologus tetracanthus    |          |
| Pseudocrenilabrinae | Neolamprologus | Neolamprologus timidus         |          |
| Pseudocrenilabrinae | Neolamprologus | Neolamprologus toae            |          |
| Pseudocrenilabrinae | Neolamprologus | Neolamprologus tretocephalus   |          |
| Pseudocrenilabrinae | Neolamprologus | Neolamprologus variostigma     |          |
| Pseudocrenilabrinae | Neolamprologus | Neolamprologus ventralis       |          |
| Pseudocrenilabrinae | Neolamprologus | Neolamprologus walteri         |          |
| Pseudocrenilabrinae | Neolamprologus | Neolamprologus wauthioni       |          |
| Pseudocrenilabrinae | Nimbochromis   | Nimbochromis fuscotaeniatus    |          |
| Pseudocrenilabrinae | Nimbochromis   | Nimbochromis linni             |          |
| Pseudocrenilabrinae | Nimbochromis   | Nimbochromis livingstonii      |          |
| Pseudocrenilabrinae | Nimbochromis   | Nimbochromis polystigma        |          |
| Pseudocrenilabrinae | Nimbochromis   | Nimbochromis venustus          |          |
| Pseudocrenilabrinae | Nyassachromis  | Nyassachromis boadzulu         |          |
| Pseudocrenilabrinae | Nyassachromis  | Nyassachromis breviceps        |          |
| Pseudocrenilabrinae | Nyassachromis  | Nyassachromis leuciscus        |          |
| Pseudocrenilabrinae | Nyassachromis  | Nyassachromis microcephalus    |          |
| Pseudocrenilabrinae | Nyassachromis  | Nyassachromis nigritaeniatus   |          |
| Pseudocrenilabrinae | Nyassachromis  | Nyassachromis prostoma         |          |
| Pseudocrenilabrinae | Nyassachromis  | Nyassachromis purpurans        |          |
| Pseudocrenilabrinae | Nyassachromis  | Nyassachromis serenus          |          |

## O
| Sottofamiglia       | Genere           | Specie                        | Immagine |
| ------------------- | ---------------- | ----------------------------- | -------- |
| Pseudocrenilabrinae | Ophthalmotilapia | Ophthalmotilapia boops        |          |
| Pseudocrenilabrinae | Ophthalmotilapia | Ophthalmotilapia heterodonta  |          |
| Pseudocrenilabrinae | Ophthalmotilapia | Ophthalmotilapia nasuta       |          |
| Pseudocrenilabrinae | Ophthalmotilapia | Ophthalmotilapia ventralis    |          |
| Pseudocrenilabrinae | Oreochromis      | Oreochromis amphimelas        |          |
| Pseudocrenilabrinae | Oreochromis      | Oreochromis andersonii        |          |
| Pseudocrenilabrinae | Oreochromis      | Oreochromis angolensis        |          |
| Pseudocrenilabrinae | Oreochromis      | Oreochromis aureus            |          |
| Pseudocrenilabrinae | Oreochromis      | Oreochromis chungruruensis    |          |
| Pseudocrenilabrinae | Oreochromis      | Oreochromis esculentus        |          |
| Pseudocrenilabrinae | Oreochromis      | Oreochromis hunteri           |          |
| Pseudocrenilabrinae | Oreochromis      | Oreochromis ismailiaensis     |          |
| Pseudocrenilabrinae | Oreochromis      | Oreochromis jipe              |          |
| Pseudocrenilabrinae | Oreochromis      | Oreochromis karomo            |          |
| Pseudocrenilabrinae | Oreochromis      | Oreochromis karongae          |          |
| Pseudocrenilabrinae | Oreochromis      | Oreochromis korogwe           |          |
| Pseudocrenilabrinae | Oreochromis      | Oreochromis lepidurus         |          |
| Pseudocrenilabrinae | Oreochromis      | Oreochromis leucostictus      |          |
| Pseudocrenilabrinae | Oreochromis      | Oreochromis lidole            |          |
| Pseudocrenilabrinae | Oreochromis      | Oreochromis macrochir         |          |
| Pseudocrenilabrinae | Oreochromis      | Oreochromis mortimeri         |          |
| Pseudocrenilabrinae | Oreochromis      | Oreochromis mossambicus       |          |
| Pseudocrenilabrinae | Oreochromis      | Oreochromis mweruensis        |          |
| Pseudocrenilabrinae | Oreochromis      | Oreochromis niloticus         |          |
| Pseudocrenilabrinae | Oreochromis      | Oreochromis placidus          |          |
| Pseudocrenilabrinae | Oreochromis      | Oreochromis rukwaensis        |          |
| Pseudocrenilabrinae | Oreochromis      | Oreochromis saka              |          |
| Pseudocrenilabrinae | Oreochromis      | Oreochromis salinicola        |          |
| Pseudocrenilabrinae | Oreochromis      | Oreochromis schwebischi       |          |
| Pseudocrenilabrinae | Oreochromis      | Oreochromis shiranus          |          |
| Pseudocrenilabrinae | Oreochromis      | Oreochromis spilurus          |          |
| Pseudocrenilabrinae | Oreochromis      | Oreochromis squamipinnis      |          |
| Pseudocrenilabrinae | Oreochromis      | Oreochromis tanganicae        |          |
| Pseudocrenilabrinae | Oreochromis      | Oreochromis upembae           |          |
| Pseudocrenilabrinae | Oreochromis      | Oreochromis urolepis          |          |
| Pseudocrenilabrinae | Oreochromis      | Oreochromis variabilis        |          |
| Pseudocrenilabrinae | Orthochromis     | Orthochromis kalungwishiensis |          |
| Pseudocrenilabrinae | Orthochromis     | Orthochromis kasuluensis      |          |
| Pseudocrenilabrinae | Orthochromis     | Orthochromis luichensis       |          |
| Pseudocrenilabrinae | Orthochromis     | Orthochromis luongoensis      |          |
| Pseudocrenilabrinae | Orthochromis     | Orthochromis machadoi         |          |
| Pseudocrenilabrinae | Orthochromis     | Orthochromis malagaraziensis  |          |
| Pseudocrenilabrinae | Orthochromis     | Orthochromis mazimeroensis    |          |
| Pseudocrenilabrinae | Orthochromis     | Orthochromis mosoensis        |          |
| Pseudocrenilabrinae | Orthochromis     | Orthochromis polyacanthus     |          |
| Pseudocrenilabrinae | Orthochromis     | Orthochromis rubrolabialis    |          |
| Pseudocrenilabrinae | Orthochromis     | Orthochromis rugufuensis      |          |
| Pseudocrenilabrinae | Orthochromis     | Orthochromis stormsi          |          |
| Pseudocrenilabrinae | Orthochromis     | Orthochromis torrenticola     |          |
| Pseudocrenilabrinae | Orthochromis     | Orthochromis uvinzae          |          |
| Pseudocrenilabrinae | Otopharynx       | Otopharynx antron             |          |
| Pseudocrenilabrinae | Otopharynx       | Otopharynx argyrosoma         |          |
| Pseudocrenilabrinae | Otopharynx       | Otopharynx auromarginatus     |          |
| Pseudocrenilabrinae | Otopharynx       | Otopharynx brooksi            |          |
| Pseudocrenilabrinae | Otopharynx       | Otopharynx decorus            |          |
| Pseudocrenilabrinae | Otopharynx       | Otopharynx heterodon          |          |
| Pseudocrenilabrinae | Otopharynx       | Otopharynx lithobates         |          |
| Pseudocrenilabrinae | Otopharynx       | Otopharynx ovatus             |          |
| Pseudocrenilabrinae | Otopharynx       | Otopharynx pachycheilus       |          |
| Pseudocrenilabrinae | Otopharynx       | Otopharynx selenurus          |          |
| Pseudocrenilabrinae | Otopharynx       | Otopharynx speciosus          |          |
| Pseudocrenilabrinae | Otopharynx       | Otopharynx spelaeotes         |          |
| Pseudocrenilabrinae | Otopharynx       | Otopharynx tetraspilus        |          |
| Pseudocrenilabrinae | Otopharynx       | Otopharynx tetrastigma        |          |
| Ptychochrominae     | Oxylapia         | Oxylapia polli                |          |

## P
| Sottofamiglia       | Genere            | Specie                          | Immagine |
| ------------------- | ----------------- | ------------------------------- | -------- |
| Pseudocrenilabrinae | Pallidochromis    | Pallidochromis tokolosh         |          |
| Cichlasomatinae     | Parachromis       | Parachromis dovii               |          |
| Cichlasomatinae     | Parachromis       | Parachromis friedrichsthalii    |          |
| Cichlasomatinae     | Parachromis       | Parachromis loisellei           |          |
| Cichlasomatinae     | Parachromis       | Parachromis managuensis         |          |
| Cichlasomatinae     | Parachromis       | Parachromis motaguensis         |          |
| Pseudocrenilabrinae | Paracyprichromis  | Paracyprichromis brieni         |          |
| Pseudocrenilabrinae | Paracyprichromis  | Paracyprichromis nigripinnis    |          |
| Pseudocrenilabrinae | Parananochromis   | Parananochromis axelrodi        |          |
| Pseudocrenilabrinae | Parananochromis   | Parananochromis brevirostris    |          |
| Pseudocrenilabrinae | Parananochromis   | Parananochromis caudifasciatus  |          |
| Pseudocrenilabrinae | Parananochromis   | Parananochromis gabonicus       |          |
| Pseudocrenilabrinae | Parananochromis   | Parananochromis longirostris    |          |
| Pseudocrenilabrinae | Parananochromis   | Parananochromis ornatus         |          |
| Cichlasomatinae     | Paraneetroplus    | Paraneetroplus argenteus        |          |
| Cichlasomatinae     | Paraneetroplus    | Paraneetroplus bifasciatus      |          |
| Cichlasomatinae     | Paraneetroplus    | Paraneetroplus breidohri        |          |
| Cichlasomatinae     | Paraneetroplus    | Paraneetroplus bulleri          |          |
| Cichlasomatinae     | Paraneetroplus    | Paraneetroplus fenestratus      |          |
| Cichlasomatinae     | Paraneetroplus    | Paraneetroplus gibbiceps        |          |
| Cichlasomatinae     | Paraneetroplus    | Paraneetroplus guttulatus       |          |
| Cichlasomatinae     | Paraneetroplus    | Paraneetroplus hartwegi         |          |
| Cichlasomatinae     | Paraneetroplus    | Paraneetroplus maculicauda      |          |
| Cichlasomatinae     | Paraneetroplus    | Paraneetroplus melanurus        |          |
| Cichlasomatinae     | Paraneetroplus    | Paraneetroplus nebuliferus      |          |
| Cichlasomatinae     | Paraneetroplus    | Paraneetroplus regani           |          |
| Cichlasomatinae     | Paraneetroplus    | Paraneetroplus synspilus        |          |
| Cichlasomatinae     | Paraneetroplus    | Paraneetroplus zonatus          |          |
| Ptychochrominae     | Paratilapia       | Paratilapia polleni             |          |
| Ptychochrominae     | Paratilapia       | Paratilapia toddi               |          |
| Etroplinae          | Paretroplus       | Paretroplus dambabe             |          |
| Etroplinae          | Paretroplus       | Paretroplus damii               |          |
| Etroplinae          | Paretroplus       | Paretroplus gymnopreopercularis |          |
| Etroplinae          | Paretroplus       | Paretroplus kieneri             |          |
| Etroplinae          | Paretroplus       | Paretroplus lamenabe            |          |
| Etroplinae          | Paretroplus       | Paretroplus loisellei           |          |
| Etroplinae          | Paretroplus       | Paretroplus maculatus           |          |
| Etroplinae          | Paretroplus       | Paretroplus maromandia          |          |
| Etroplinae          | Paretroplus       | Paretroplus menarambo           |          |
| Etroplinae          | Paretroplus       | Paretroplus nourissati          |          |
| Etroplinae          | Paretroplus       | Paretroplus petiti              |          |
| Etroplinae          | Paretroplus       | Paretroplus polyactis           |          |
| Etroplinae          | Paretroplus       | Paretroplus tsimoly             |          |
| Pseudocrenilabrinae | Pelmatochromis    | Pelmatochromis buettikoferi     |          |
| Pseudocrenilabrinae | Pelmatochromis    | Pelmatochromis nigrofasciatus   |          |
| Pseudocrenilabrinae | Pelmatochromis    | Pelmatochromis ocellifer        |          |
| Pseudocrenilabrinae | Pelvicachromis    | Pelvicachromis drachenfelsi     |          |
| Pseudocrenilabrinae | Pelvicachromis    | Pelvicachromis kribensis        |          |
| Pseudocrenilabrinae | Pelvicachromis    | Pelvicachromis pulcher          |          |
| Pseudocrenilabrinae | Pelvicachromis    | Pelvicachromis roloffi          |          |
| Pseudocrenilabrinae | Pelvicachromis    | Pelvicachromis sacrimontis      |          |
| Pseudocrenilabrinae | Pelvicachromis    | Pelvicachromis silviae          |          |
| Pseudocrenilabrinae | Pelvicachromis    | Pelvicachromis subocellatus     |          |
| Pseudocrenilabrinae | Pelvicachromis    | Pelvicachromis taeniatus        |          |
| Pseudocrenilabrinae | Perissodus        | Perissodus eccentricus          |          |
| Pseudocrenilabrinae | Perissodus        | Perissodus microlepis           |          |
| Cichlasomatinae     | Petenia           | Petenia splendida               |          |
| Pseudocrenilabrinae | Petrochromis      | Petrochromis ephippium          |          |
| Pseudocrenilabrinae | Petrochromis      | Petrochromis famula             |          |
| Pseudocrenilabrinae | Petrochromis      | Petrochromis fasciolatus        |          |
| Pseudocrenilabrinae | Petrochromis      | Petrochromis macrognathus       |          |
| Pseudocrenilabrinae | Petrochromis      | Petrochromis orthognathus       |          |
| Pseudocrenilabrinae | Petrochromis      | Petrochromis polyodon           |          |
| Pseudocrenilabrinae | Petrochromis      | Petrochromis trewavasae         |          |
| Pseudocrenilabrinae | Petrotilapia      | Petrotilapia chrysos            |          |
| Pseudocrenilabrinae | Petrotilapia      | Petrotilapia flaviventris       |          |
| Pseudocrenilabrinae | Petrotilapia      | Petrotilapia genalutea          |          |
| Pseudocrenilabrinae | Petrotilapia      | Petrotilapia microgalana        |          |
| Pseudocrenilabrinae | Petrotilapia      | Petrotilapia mumboensis         |          |
| Pseudocrenilabrinae | Petrotilapia      | Petrotilapia nigra              |          |
| Pseudocrenilabrinae | Petrotilapia      | Petrotilapia palingnathos       |          |
| Pseudocrenilabrinae | Petrotilapia      | Petrotilapia pyroscelos         |          |
| Pseudocrenilabrinae | Petrotilapia      | Petrotilapia tridentiger        |          |
| Pseudocrenilabrinae | Petrotilapia      | Petrotilapia xanthos            |          |
| Pseudocrenilabrinae | Pharyngochromis   | Pharyngochromis acuticeps       |          |
| Pseudocrenilabrinae | Pharyngochromis   | Pharyngochromis darlingi        |          |
| Pseudocrenilabrinae | Placidochromis    | Placidochromis acuticeps        |          |
| Pseudocrenilabrinae | Placidochromis    | Placidochromis acutirostris     |          |
| Pseudocrenilabrinae | Placidochromis    | Placidochromis argyrogaster     |          |
| Pseudocrenilabrinae | Placidochromis    | Placidochromis boops            |          |
| Pseudocrenilabrinae | Placidochromis    | Placidochromis borealis         |          |
| Pseudocrenilabrinae | Placidochromis    | Placidochromis chilolae         |          |
| Pseudocrenilabrinae | Placidochromis    | Placidochromis communis         |          |
| Pseudocrenilabrinae | Placidochromis    | Placidochromis domirae          |          |
| Pseudocrenilabrinae | Placidochromis    | Placidochromis ecclesi          |          |
| Pseudocrenilabrinae | Placidochromis    | Placidochromis electra          |          |
| Pseudocrenilabrinae | Placidochromis    | Placidochromis elongatus        |          |
| Pseudocrenilabrinae | Placidochromis    | Placidochromis fuscus           |          |
| Pseudocrenilabrinae | Placidochromis    | Placidochromis hennydaviesae    |          |
| Pseudocrenilabrinae | Placidochromis    | Placidochromis intermedius      |          |
| Pseudocrenilabrinae | Placidochromis    | Placidochromis johnstoni        |          |
| Pseudocrenilabrinae | Placidochromis    | Placidochromis koningsi         |          |
| Pseudocrenilabrinae | Placidochromis    | Placidochromis lineatus         |          |
| Pseudocrenilabrinae | Placidochromis    | Placidochromis longimanus       |          |
| Pseudocrenilabrinae | Placidochromis    | Placidochromis longirostris     |          |
| Pseudocrenilabrinae | Placidochromis    | Placidochromis longus           |          |
| Pseudocrenilabrinae | Placidochromis    | Placidochromis lukomae          |          |
| Pseudocrenilabrinae | Placidochromis    | Placidochromis macroceps        |          |
| Pseudocrenilabrinae | Placidochromis    | Placidochromis macrognathus     |          |
| Pseudocrenilabrinae | Placidochromis    | Placidochromis mbunoides        |          |
| Pseudocrenilabrinae | Placidochromis    | Placidochromis milomo           |          |
| Pseudocrenilabrinae | Placidochromis    | Placidochromis minor            |          |
| Pseudocrenilabrinae | Placidochromis    | Placidochromis minutus          |          |
| Pseudocrenilabrinae | Placidochromis    | Placidochromis msakae           |          |
| Pseudocrenilabrinae | Placidochromis    | Placidochromis nigribarbis      |          |
| Pseudocrenilabrinae | Placidochromis    | Placidochromis nkhatae          |          |
| Pseudocrenilabrinae | Placidochromis    | Placidochromis nkhotakotae      |          |
| Pseudocrenilabrinae | Placidochromis    | Placidochromis obscurus         |          |
| Pseudocrenilabrinae | Placidochromis    | Placidochromis ordinarius       |          |
| Pseudocrenilabrinae | Placidochromis    | Placidochromis orthognathus     |          |
| Pseudocrenilabrinae | Placidochromis    | Placidochromis pallidus         |          |
| Pseudocrenilabrinae | Placidochromis    | Placidochromis phenochilus      |          |
| Pseudocrenilabrinae | Placidochromis    | Placidochromis platyrhynchos    |          |
| Pseudocrenilabrinae | Placidochromis    | Placidochromis polli            |          |
| Pseudocrenilabrinae | Placidochromis    | Placidochromis rotundifrons     |          |
| Pseudocrenilabrinae | Placidochromis    | Placidochromis subocularis      |          |
| Pseudocrenilabrinae | Placidochromis    | Placidochromis trewavasae       |          |
| Pseudocrenilabrinae | Placidochromis    | Placidochromis turneri          |          |
| Pseudocrenilabrinae | Placidochromis    | Placidochromis vulgaris         |          |
| Pseudocrenilabrinae | Plecodus          | Plecodus elaviae                |          |
| Pseudocrenilabrinae | Plecodus          | Plecodus multidentatus          |          |
| Pseudocrenilabrinae | Plecodus          | Plecodus paradoxus              |          |
| Pseudocrenilabrinae | Plecodus          | Plecodus straeleni              |          |
| Pseudocrenilabrinae | Protomelas        | Protomelas annectens            |          |
| Pseudocrenilabrinae | Protomelas        | Protomelas dejunctus            |          |
| Pseudocrenilabrinae | Protomelas        | Protomelas fenestratus          |          |
| Pseudocrenilabrinae | Protomelas        | Protomelas insignis             |          |
| Pseudocrenilabrinae | Protomelas        | Protomelas kirkii               |          |
| Pseudocrenilabrinae | Protomelas        | Protomelas labridens            |          |
| Pseudocrenilabrinae | Protomelas        | Protomelas macrodon             |          |
| Pseudocrenilabrinae | Protomelas        | Protomelas marginatus           |          |
| Pseudocrenilabrinae | Protomelas        | Protomelas pleurotaenia         |          |
| Pseudocrenilabrinae | Protomelas        | Protomelas similis              |          |
| Pseudocrenilabrinae | Protomelas        | Protomelas spilonotus           |          |
| Pseudocrenilabrinae | Protomelas        | Protomelas spilopterus          |          |
| Pseudocrenilabrinae | Protomelas        | Protomelas taeniolatus          |          |
| Pseudocrenilabrinae | Protomelas        | Protomelas triaenodon           |          |
| Pseudocrenilabrinae | Protomelas        | Protomelas virgatus             |          |
| Pseudocrenilabrinae | Pseudocrenilabrus | Pseudocrenilabrus multicolor    |          |
| Pseudocrenilabrinae | Pseudocrenilabrus | Pseudocrenilabrus nicholsi      |          |
| Pseudocrenilabrinae | Pseudocrenilabrus | Pseudocrenilabrus philander     |          |
| Pseudocrenilabrinae | Pseudosimochromis | Pseudosimochromis curvifrons    |          |
| Pseudocrenilabrinae | Pseudotropheus    | Pseudotropheus ater             |          |
| Pseudocrenilabrinae | Pseudotropheus    | Pseudotropheus benetor          |          |
| Pseudocrenilabrinae | Pseudotropheus    | Pseudotropheus brevis           |          |
| Pseudocrenilabrinae | Pseudotropheus    | Pseudotropheus crabro           |          |
| Pseudocrenilabrinae | Pseudotropheus    | Pseudotropheus cyaneorhabdos    |          |
| Pseudocrenilabrinae | Pseudotropheus    | Pseudotropheus cyaneus          |          |
| Pseudocrenilabrinae | Pseudotropheus    | Pseudotropheus demasoni         |          |
| Pseudocrenilabrinae | Pseudotropheus    | Pseudotropheus elongatus        |          |
| Pseudocrenilabrinae | Pseudotropheus    | Pseudotropheus fainzilberi      |          |
| Pseudocrenilabrinae | Pseudotropheus    | Pseudotropheus flavus           |          |
| Pseudocrenilabrinae | Pseudotropheus    | Pseudotropheus fuscoides        |          |
| Pseudocrenilabrinae | Pseudotropheus    | Pseudotropheus fuscus           |          |
| Pseudocrenilabrinae | Pseudotropheus    | Pseudotropheus galanos          |          |
| Pseudocrenilabrinae | Pseudotropheus    | Pseudotropheus interruptus      |          |
| Pseudocrenilabrinae | Pseudotropheus    | Pseudotropheus joanjohnsonae    |          |
| Pseudocrenilabrinae | Pseudotropheus    | Pseudotropheus johannii         |          |
| Pseudocrenilabrinae | Pseudotropheus    | Pseudotropheus longior          |          |
| Pseudocrenilabrinae | Pseudotropheus    | Pseudotropheus minutus          |          |
| Pseudocrenilabrinae | Pseudotropheus    | Pseudotropheus perileucos       |          |
| Pseudocrenilabrinae | Pseudotropheus    | Pseudotropheus perspicax        |          |
| Pseudocrenilabrinae | Pseudotropheus    | Pseudotropheus purpuratus       |          |
| Pseudocrenilabrinae | Pseudotropheus    | Pseudotropheus saulosi          |          |
| Pseudocrenilabrinae | Pseudotropheus    | Pseudotropheus socolofi         |          |
| Pseudocrenilabrinae | Pseudotropheus    | Pseudotropheus tursiops         |          |
| Pseudocrenilabrinae | Pseudotropheus    | Pseudotropheus williamsi        |          |
| Pseudocrenilabrinae | Pterochromis      | Pterochromis congicus           |          |
| Cichlasomatinae     | Pterophyllum      | Pterophyllum altum              |          |
| Cichlasomatinae     | Pterophyllum      | Pterophyllum leopoldi           |          |
| Cichlasomatinae     | Pterophyllum      | Pterophyllum scalare            |          |
| Ptychochrominae     | Ptychochromis     | Ptychochromis curvidens         |          |
| Ptychochrominae     | Ptychochromis     | Ptychochromis ernestmagnusi     |          |
| Ptychochrominae     | Ptychochromis     | Ptychochromis grandidieri       |          |
| Ptychochrominae     | Ptychochromis     | Ptychochromis inornatus         |          |
| Ptychochrominae     | Ptychochromis     | Ptychochromis insolitus         |          |
| Ptychochrominae     | Ptychochromis     | Ptychochromis loisellei         |          |
| Ptychochrominae     | Ptychochromis     | Ptychochromis makira            |          |
| Ptychochrominae     | Ptychochromis     | Ptychochromis oligacanthus      |          |
| Ptychochrominae     | Ptychochromis     | Ptychochromis onilahy           |          |
| Ptychochrominae     | Ptychochromoides  | Ptychochromoides betsileanus    |          |
| Ptychochrominae     | Ptychochromoides  | Ptychochromoides itasy          |          |
| Ptychochrominae     | Ptychochromoides  | Ptychochromoides vondrozo       |          |
| Pseudocrenilabrinae | Pungu             | Pungu maclareni                 |          |

## R
| Sottofamiglia       | Genere         | Specie                        | Immagine |
| ------------------- | -------------- | ----------------------------- | -------- |
| Pseudocrenilabrinae | Reganochromis  | Reganochromis calliurus       |          |
| Retroculinae        | Retroculus     | Retroculus lapidifer          |          |
| Retroculinae        | Retroculus     | Retroculus septentrionalis    |          |
| Retroculinae        | Retroculus     | Retroculus xinguensis         |          |
| Pseudocrenilabrinae | Rhamphochromis | Rhamphochromis esox           |          |
| Pseudocrenilabrinae | Rhamphochromis | Rhamphochromis ferox          |          |
| Pseudocrenilabrinae | Rhamphochromis | Rhamphochromis longiceps      |          |
| Pseudocrenilabrinae | Rhamphochromis | Rhamphochromis lucius         |          |
| Pseudocrenilabrinae | Rhamphochromis | Rhamphochromis macrophthalmus |          |
| Pseudocrenilabrinae | Rhamphochromis | Rhamphochromis woodi          |          |
| Cichlasomatinae     | Rocío          | Rocio gemmata                 |          |
| Cichlasomatinae     | Rocío          | Rocio ocotal                  |          |
| Cichlasomatinae     | Rocío          | Rocio octofasciata            |          |

## S
| Sottofamiglia       | Genere          | Specie                        | Immagine |
| ------------------- | --------------- | ----------------------------- | -------- |
| Pseudocrenilabrinae | Sargochromis    | Sargochromis carlottae        |          |
| Pseudocrenilabrinae | Sargochromis    | Sargochromis codringtonii     |          |
| Pseudocrenilabrinae | Sargochromis    | Sargochromis coulteri         |          |
| Pseudocrenilabrinae | Sargochromis    | Sargochromis giardi           |          |
| Pseudocrenilabrinae | Sargochromis    | Sargochromis greenwoodi       |          |
| Pseudocrenilabrinae | Sargochromis    | Sargochromis mellandi         |          |
| Pseudocrenilabrinae | Sargochromis    | Sargochromis mortimeri        |          |
| Pseudocrenilabrinae | Sargochromis    | Sargochromis thysi            |          |
| Pseudocrenilabrinae | Sarotherodon    | Sarotherodon caroli           |          |
| Pseudocrenilabrinae | Sarotherodon    | Sarotherodon caudomarginatus  |          |
| Pseudocrenilabrinae | Sarotherodon    | Sarotherodon galilaeus        |          |
| Pseudocrenilabrinae | Sarotherodon    | Sarotherodon knauerae         |          |
| Pseudocrenilabrinae | Sarotherodon    | Sarotherodon lamprechti       |          |
| Pseudocrenilabrinae | Sarotherodon    | Sarotherodon linnellii        |          |
| Pseudocrenilabrinae | Sarotherodon    | Sarotherodon lohbergeri       |          |
| Pseudocrenilabrinae | Sarotherodon    | Sarotherodon melanotheron     |          |
| Pseudocrenilabrinae | Sarotherodon    | Sarotherodon mvogoi           |          |
| Pseudocrenilabrinae | Sarotherodon    | Sarotherodon nigripinnis      |          |
| Pseudocrenilabrinae | Sarotherodon    | Sarotherodon occidentalis     |          |
| Pseudocrenilabrinae | Sarotherodon    | Sarotherodon steinbachi       |          |
| Pseudocrenilabrinae | Sarotherodon    | Sarotherodon tournieri        |          |
| Geophaginae         | Satanoperca     | Satanoperca acuticeps         |          |
| Geophaginae         | Satanoperca     | Satanoperca daemon            |          |
| Geophaginae         | Satanoperca     | Satanoperca jurupari          |          |
| Geophaginae         | Satanoperca     | Satanoperca leucosticta       |          |
| Geophaginae         | Satanoperca     | Satanoperca lilith            |          |
| Geophaginae         | Satanoperca     | Satanoperca mapiritensis      |          |
| Geophaginae         | Satanoperca     | Satanoperca pappaterra        |          |
| Geophaginae         | Satanoperca     | Satanoperca rhynchitis        |          |
| Pseudocrenilabrinae | Schwetzochromis | Schwetzochromis neodon        |          |
| Pseudocrenilabrinae | Sciaenochromis  | Sciaenochromis ahli           |          |
| Pseudocrenilabrinae | Sciaenochromis  | Sciaenochromis benthicola     |          |
| Pseudocrenilabrinae | Sciaenochromis  | Sciaenochromis fryeri         |          |
| Pseudocrenilabrinae | Sciaenochromis  | Sciaenochromis psammophilus   |          |
| Pseudocrenilabrinae | Serranochromis  | Serranochromis altus          |          |
| Pseudocrenilabrinae | Serranochromis  | Serranochromis angusticeps    |          |
| Pseudocrenilabrinae | Serranochromis  | Serranochromis jallae         |          |
| Pseudocrenilabrinae | Serranochromis  | Serranochromis janus          |          |
| Pseudocrenilabrinae | Serranochromis  | Serranochromis longimanus     |          |
| Pseudocrenilabrinae | Serranochromis  | Serranochromis macrocephalus  |          |
| Pseudocrenilabrinae | Serranochromis  | Serranochromis meridianus     |          |
| Pseudocrenilabrinae | Serranochromis  | Serranochromis robustus       |          |
| Pseudocrenilabrinae | Serranochromis  | Serranochromis spei           |          |
| Pseudocrenilabrinae | Serranochromis  | Serranochromis stappersi      |          |
| Pseudocrenilabrinae | Serranochromis  | Serranochromis thumbergi      |          |
| Pseudocrenilabrinae | Simochromis     | Simochromis babaulti          |          |
| Pseudocrenilabrinae | Simochromis     | Simochromis diagramma         |          |
| Pseudocrenilabrinae | Simochromis     | Simochromis margaretae        |          |
| Pseudocrenilabrinae | Simochromis     | Simochromis marginatus        |          |
| Pseudocrenilabrinae | Simochromis     | Simochromis pleurospilus      |          |
| Pseudocrenilabrinae | Spathodus       | Spathodus erythrodon          |          |
| Pseudocrenilabrinae | Spathodus       | Spathodus marlieri            |          |
| Pseudocrenilabrinae | Steatocranus    | Steatocranus bleheri          |          |
| Pseudocrenilabrinae | Steatocranus    | Steatocranus casuarius        |          |
| Pseudocrenilabrinae | Steatocranus    | Steatocranus gibbiceps        |          |
| Pseudocrenilabrinae | Steatocranus    | Steatocranus glaber           |          |
| Pseudocrenilabrinae | Steatocranus    | Steatocranus irvinei          |          |
| Pseudocrenilabrinae | Steatocranus    | Steatocranus mpozoensis       |          |
| Pseudocrenilabrinae | Steatocranus    | Steatocranus rouxi            |          |
| Pseudocrenilabrinae | Steatocranus    | Steatocranus tinanti          |          |
| Pseudocrenilabrinae | Steatocranus    | Steatocranus ubanguiensis     |          |
| Pseudocrenilabrinae | Stigmatochromis | Stigmatochromis modestus      |          |
| Pseudocrenilabrinae | Stigmatochromis | Stigmatochromis pholidophorus |          |
| Pseudocrenilabrinae | Stigmatochromis | Stigmatochromis pleurospilus  |          |
| Pseudocrenilabrinae | Stigmatochromis | Stigmatochromis woodi         |          |
| Pseudocrenilabrinae | Stomatepia      | Stomatepia mariae             |          |
| Pseudocrenilabrinae | Stomatepia      | Stomatepia mongo              |          |
| Pseudocrenilabrinae | Stomatepia      | Stomatepia pindu              |          |
| Cichlasomatinae     | Symphysodon     | Symphysodon aequifasciatus    |          |
| Cichlasomatinae     | Symphysodon     | Symphysodon discus            |          |
| Cichlasomatinae     | Symphysodon     | Symphysodon tarzoo            |          |

## T
| Sottofamiglia       | Genere           | Specie                         | Immagine |
| ------------------- | ---------------- | ------------------------------ | -------- |
| Geophaginae         | Taeniacara       | Taeniacara candidi             |          |
| Pseudocrenilabrinae | Taeniochromis    | Taeniochromis holotaenia       |          |
| Pseudocrenilabrinae | Taeniolethrinops | Taeniolethrinops cyrtonotus    |          |
| Pseudocrenilabrinae | Taeniolethrinops | Taeniolethrinops furcicauda    |          |
| Pseudocrenilabrinae | Taeniolethrinops | Taeniolethrinops laticeps      |          |
| Pseudocrenilabrinae | Taeniolethrinops | Taeniolethrinops praeorbitalis |          |
| Cichlasomatinae     | Tahuantinsuyoa   | Tahuantinsuyoa chipi           |          |
| Cichlasomatinae     | Tahuantinsuyoa   | Tahuantinsuyoa macantzatza     |          |
| Pseudocrenilabrinae | Tangachromis     | Tangachromis dhanisi           |          |
| Pseudocrenilabrinae | Tanganicodus     | Tanganicodus irsacae           |          |
| Cichlinae           | Teleocichla      | Teleocichla centisquama        |          |
| Cichlinae           | Teleocichla      | Teleocichla centrarchus        |          |
| Cichlinae           | Teleocichla      | Teleocichla cinderella         |          |
| Cichlinae           | Teleocichla      | Teleocichla gephyrogramma      |          |
| Cichlinae           | Teleocichla      | Teleocichla monogramma         |          |
| Cichlinae           | Teleocichla      | Teleocichla prionogenys        |          |
| Cichlinae           | Teleocichla      | Teleocichla proselytus         |          |
| Cichlinae           | Teleocichla      | Teleocichla wajapi             |          |
| Pseudocrenilabrinae | Teleogramma      | Teleogramma brichardi          |          |
| Pseudocrenilabrinae | Teleogramma      | Teleogramma depressa           |          |
| Pseudocrenilabrinae | Teleogramma      | Teleogramma gracile            |          |
| Pseudocrenilabrinae | Teleogramma      | Teleogramma monogramma         |          |
| Pseudocrenilabrinae | Telmatochromis   | Telmatochromis bifrenatus      |          |
| Pseudocrenilabrinae | Telmatochromis   | Telmatochromis brachygnathus   |          |
| Pseudocrenilabrinae | Telmatochromis   | Telmatochromis brichardi       |          |
| Pseudocrenilabrinae | Telmatochromis   | Telmatochromis dhonti          |          |
| Pseudocrenilabrinae | Telmatochromis   | Telmatochromis temporalis      |          |
| Pseudocrenilabrinae | Telmatochromis   | Telmatochromis vittatus        |          |
| Cichlasomatinae     | Theraps          | Theraps coeruleus              |          |
| Cichlasomatinae     | Theraps          | Theraps godmanni               |          |
| Cichlasomatinae     | Theraps          | Theraps heterospilus           |          |
| Cichlasomatinae     | Theraps          | Theraps intermedius            |          |
| Cichlasomatinae     | Theraps          | Theraps irregularis            |          |
| Cichlasomatinae     | Theraps          | Theraps lentiginosus           |          |
| Cichlasomatinae     | Theraps          | Theraps microphthalmus         |          |
| Cichlasomatinae     | Theraps          | Theraps wesseli                |          |
| Pseudocrenilabrinae | Thoracochromis   | Thoracochromis albolabris      |          |
| Pseudocrenilabrinae | Thoracochromis   | Thoracochromis bakongo         |          |
| Pseudocrenilabrinae | Thoracochromis   | Thoracochromis brauschi        |          |
| Pseudocrenilabrinae | Thoracochromis   | Thoracochromis buysi           |          |
| Pseudocrenilabrinae | Thoracochromis   | Thoracochromis callichromus    |          |
| Pseudocrenilabrinae | Thoracochromis   | Thoracochromis demeusii        |          |
| Pseudocrenilabrinae | Thoracochromis   | Thoracochromis fasciatus       |          |
| Pseudocrenilabrinae | Thoracochromis   | Thoracochromis lucullae        |          |
| Pseudocrenilabrinae | Thoracochromis   | Thoracochromis moeruensis      |          |
| Pseudocrenilabrinae | Thoracochromis   | Thoracochromis schwetzi        |          |
| Pseudocrenilabrinae | Thoracochromis   | Thoracochromis stigmatogenys   |          |
| Pseudocrenilabrinae | Thoracochromis   | Thoracochromis wingatii        |          |
| Cichlasomatinae     | Thorichthys      | Thorichthys affinis            |          |
| Cichlasomatinae     | Thorichthys      | Thorichthys aureus             |          |
| Cichlasomatinae     | Thorichthys      | Thorichthys callolepis         |          |
| Cichlasomatinae     | Thorichthys      | Thorichthys ellioti            |          |
| Cichlasomatinae     | Thorichthys      | Thorichthys helleri            |          |
| Cichlasomatinae     | Thorichthys      | Thorichthys meeki              |          |
| Cichlasomatinae     | Thorichthys      | Thorichthys pasionis           |          |
| Cichlasomatinae     | Thorichthys      | Thorichthys socolofi           |          |
| Pseudocrenilabrinae | Thysochromis     | Thysochromis annectens         |          |
| Pseudocrenilabrinae | Thysochromis     | Thysochromis ansorgii          |          |
| Pseudocrenilabrinae | Tilapia          | Tilapia bakossiorum            |          |
| Pseudocrenilabrinae | Tilapia          | Tilapia baloni                 |          |
| Pseudocrenilabrinae | Tilapia          | Tilapia bemini                 |          |
| Pseudocrenilabrinae | Tilapia          | Tilapia brevimanus             |          |
| Pseudocrenilabrinae | Tilapia          | Tilapia busumana               |          |
| Pseudocrenilabrinae | Tilapia          | Tilapia buttikoferi            |          |
| Pseudocrenilabrinae | Tilapia          | Tilapia bythobates             |          |
| Pseudocrenilabrinae | Tilapia          | Tilapia cabrae                 |          |
| Pseudocrenilabrinae | Tilapia          | Tilapia cameronensis           |          |
| Pseudocrenilabrinae | Tilapia          | Tilapia camerunensis           |          |
| Pseudocrenilabrinae | Tilapia          | Tilapia cessiana               |          |
| Pseudocrenilabrinae | Tilapia          | Tilapia coffea                 |          |
| Pseudocrenilabrinae | Tilapia          | Tilapia congica                |          |
| Pseudocrenilabrinae | Tilapia          | Tilapia dageti                 |          |
| Pseudocrenilabrinae | Tilapia          | Tilapia deckerti               |          |
| Pseudocrenilabrinae | Tilapia          | Tilapia discolor               |          |
| Pseudocrenilabrinae | Tilapia          | Tilapia ejagham                |          |
| Pseudocrenilabrinae | Tilapia          | Tilapia flava                  |          |
| Pseudocrenilabrinae | Tilapia          | Tilapia fusiforme              |          |
| Pseudocrenilabrinae | Tilapia          | Tilapia guinasana              |          |
| Pseudocrenilabrinae | Tilapia          | Tilapia guineensis             |          |
| Pseudocrenilabrinae | Tilapia          | Tilapia gutturosa              |          |
| Pseudocrenilabrinae | Tilapia          | Tilapia imbriferna             |          |
| Pseudocrenilabrinae | Tilapia          | Tilapia ismailiaensis          |          |
| Pseudocrenilabrinae | Tilapia          | Tilapia jallae                 |          |
| Pseudocrenilabrinae | Tilapia          | Tilapia joka                   |          |
| Pseudocrenilabrinae | Tilapia          | Tilapia konkourensis           |          |
| Pseudocrenilabrinae | Tilapia          | Tilapia kottae                 |          |
| Pseudocrenilabrinae | Tilapia          | Tilapia louka                  |          |
| Pseudocrenilabrinae | Tilapia          | Tilapia margaritacea           |          |
| Pseudocrenilabrinae | Tilapia          | Tilapia mariae                 |          |
| Pseudocrenilabrinae | Tilapia          | Tilapia nigrans                |          |
| Pseudocrenilabrinae | Tilapia          | Tilapia nyongana               |          |
| Pseudocrenilabrinae | Tilapia          | Tilapia pra                    |          |
| Pseudocrenilabrinae | Tilapia          | Tilapia rendalli               |          |
| Pseudocrenilabrinae | Tilapia          | Tilapia rheophila              |          |
| Pseudocrenilabrinae | Tilapia          | Tilapia ruweti                 |          |
| Pseudocrenilabrinae | Tilapia          | Tilapia snyderae               |          |
| Pseudocrenilabrinae | Tilapia          | Tilapia sparrmanii             |          |
| Pseudocrenilabrinae | Tilapia          | Tilapia spongotroktis          |          |
| Pseudocrenilabrinae | Tilapia          | Tilapia tholloni               |          |
| Pseudocrenilabrinae | Tilapia          | Tilapia thysi                  |          |
| Pseudocrenilabrinae | Tilapia          | Tilapia walteri                |          |
| Pseudocrenilabrinae | Tilapia          | Tilapia zillii                 |          |
| Cichlasomatinae     | Tomocichla       | Tomocichla asfraci             |          |
| Cichlasomatinae     | Tomocichla       | Tomocichla sieboldii           |          |
| Cichlasomatinae     | Tomocichla       | Tomocichla tuba                |          |
| Pseudocrenilabrinae | Tramitichromis   | Tramitichromis brevis          |          |
| Pseudocrenilabrinae | Tramitichromis   | Tramitichromis intermedius     |          |
| Pseudocrenilabrinae | Tramitichromis   | Tramitichromis lituris         |          |
| Pseudocrenilabrinae | Tramitichromis   | Tramitichromis trilineatus     |          |
| Pseudocrenilabrinae | Tramitichromis   | Tramitichromis variabilis      |          |
| Pseudocrenilabrinae | Trematocara      | Trematocara caparti            |          |
| Pseudocrenilabrinae | Trematocara      | Trematocara kufferathi         |          |
| Pseudocrenilabrinae | Trematocara      | Trematocara macrostoma         |          |
| Pseudocrenilabrinae | Trematocara      | Trematocara marginatum         |          |
| Pseudocrenilabrinae | Trematocara      | Trematocara nigrifrons         |          |
| Pseudocrenilabrinae | Trematocara      | Trematocara stigmaticum        |          |
| Pseudocrenilabrinae | Trematocara      | Trematocara unimaculatum       |          |
| Pseudocrenilabrinae | Trematocara      | Trematocara variabile          |          |
| Pseudocrenilabrinae | Trematocara      | Trematocara zebra              |          |
| Pseudocrenilabrinae | Trematocranus    | Trematocranus labifer          |          |
| Pseudocrenilabrinae | Trematocranus    | Trematocranus microstoma       |          |
| Pseudocrenilabrinae | Trematocranus    | Trematocranus placodon         |          |
| Pseudocrenilabrinae | Triglachromis    | Triglachromis otostigma        |          |
| Pseudocrenilabrinae | Tristramella     | Tristramella sacra             |          |
| Pseudocrenilabrinae | Tristramella     | Tristramella simonis           |          |
| Pseudocrenilabrinae | Tropheops        | Tropheops gracilior            |          |
| Pseudocrenilabrinae | Tropheops        | Tropheops lucerna              |          |
| Pseudocrenilabrinae | Tropheops        | Tropheops macrophthalmus       |          |
| Pseudocrenilabrinae | Tropheops        | Tropheops microstoma           |          |
| Pseudocrenilabrinae | Tropheops        | Tropheops modestus             |          |
| Pseudocrenilabrinae | Tropheops        | Tropheops novemfasciatus       |          |
| Pseudocrenilabrinae | Tropheops        | Tropheops romandi              |          |
| Pseudocrenilabrinae | Tropheops        | Tropheops tropheops            |          |
| Pseudocrenilabrinae | Tropheus         | Tropheus annectens             |          |
| Pseudocrenilabrinae | Tropheus         | Tropheus brichardi             |          |
| Pseudocrenilabrinae | Tropheus         | Tropheus duboisi               |          |
| Pseudocrenilabrinae | Tropheus         | Tropheus kasabae               |          |
| Pseudocrenilabrinae | Tropheus         | Tropheus moorii                |          |
| Pseudocrenilabrinae | Tropheus         | Tropheus polli                 |          |
| Pseudocrenilabrinae | Tylochromis      | Tylochromis aristoma           |          |
| Pseudocrenilabrinae | Tylochromis      | Tylochromis bangwelensis       |          |
| Pseudocrenilabrinae | Tylochromis      | Tylochromis elongatus          |          |
| Pseudocrenilabrinae | Tylochromis      | Tylochromis intermedius        |          |
| Pseudocrenilabrinae | Tylochromis      | Tylochromis jentinki           |          |
| Pseudocrenilabrinae | Tylochromis      | Tylochromis labrodon           |          |
| Pseudocrenilabrinae | Tylochromis      | Tylochromis lateralis          |          |
| Pseudocrenilabrinae | Tylochromis      | Tylochromis leonensis          |          |
| Pseudocrenilabrinae | Tylochromis      | Tylochromis microdon           |          |
| Pseudocrenilabrinae | Tylochromis      | Tylochromis mylodon            |          |
| Pseudocrenilabrinae | Tylochromis      | Tylochromis polylepis          |          |
| Pseudocrenilabrinae | Tylochromis      | Tylochromis praecox            |          |
| Pseudocrenilabrinae | Tylochromis      | Tylochromis pulcher            |          |
| Pseudocrenilabrinae | Tylochromis      | Tylochromis regani             |          |
| Pseudocrenilabrinae | Tylochromis      | Tylochromis robertsi           |          |
| Pseudocrenilabrinae | Tylochromis      | Tylochromis sudanensis         |          |
| Pseudocrenilabrinae | Tylochromis      | Tylochromis trewavasae         |          |
| Pseudocrenilabrinae | Tylochromis      | Tylochromis variabilis         |          |
| Pseudocrenilabrinae | Tyrannochromis   | Tyrannochromis macrostoma      |          |
| Pseudocrenilabrinae | Tyrannochromis   | Tyrannochromis maculiceps      |          |
| Pseudocrenilabrinae | Tyrannochromis   | Tyrannochromis nigriventer     |          |
| Pseudocrenilabrinae | Tyrannochromis   | Tyrannochromis polyodon        |          |

## U
| Sottofamiglia   | Genere | Specie                | Immagine |
| --------------- | ------ | --------------------- | -------- |
| Cichlasomatinae | Uaru   | Uaru amphiacanthoides |          |
| Cichlasomatinae | Uaru   | Uaru fernandezyepezi  |          |

## V
| Sottofamiglia       | Genere           | Specie                  | Immagine |
| ------------------- | ---------------- | ----------------------- | -------- |
| Pseudocrenilabrinae | Variabilichromis | Variabilichromis moorii |          |
| Cichlasomatinae     | Vieja            | Vieja bifasciata        |          |
| Cichlasomatinae     | Vieja            | Vieja breidohri         |          |
| Cichlasomatinae     | Vieja            | Vieja fenestrata        |          |
| Cichlasomatinae     | Vieja            | Vieja guttulata         |          |
| Cichlasomatinae     | Vieja            | Vieja hartwegi          |          |
| Cichlasomatinae     | Vieja            | Vieja maculicauda       |          |
| Cichlasomatinae     | Vieja            | Vieja melanura          |          |
| Cichlasomatinae     | Vieja            | Vieja zonata            |          |

## W
| Sottofamiglia       | Genere          | Specie                        | Immagine |
| ------------------- | --------------- | ----------------------------- | -------- |
| Cichlinae           | Wajpamheros     | Wajpamheros nourissati        |          |
| Pseudocrenilabrinae | Wallaceochromis | Wallaceochromis humilis       |          |
| Pseudocrenilabrinae | Wallaceochromis | Wallaceochromis rubrolabiatus |          |
| Pseudocrenilabrinae | Wallaceochromis | Wallaceochromis signatus      |          |

## X
| Sottofamiglia       | Genere      | Specie                       | Immagine |
| ------------------- | ----------- | ---------------------------- | -------- |
| Pseudocrenilabrinae | Xenochromis | Xenochromis hecqui           |          |
| Pseudocrenilabrinae | Xenotilapia | Xenotilapia albini           |          |
| Pseudocrenilabrinae | Xenotilapia | Xenotilapia bathyphila       |          |
| Pseudocrenilabrinae | Xenotilapia | Xenotilapia boulengeri       |          |
| Pseudocrenilabrinae | Xenotilapia | Xenotilapia burtoni          |          |
| Pseudocrenilabrinae | Xenotilapia | Xenotilapia caudafasciata    |          |
| Pseudocrenilabrinae | Xenotilapia | Xenotilapia flavipinnis      |          |
| Pseudocrenilabrinae | Xenotilapia | Xenotilapia leptura          |          |
| Pseudocrenilabrinae | Xenotilapia | Xenotilapia longispinis      |          |
| Pseudocrenilabrinae | Xenotilapia | Xenotilapia melanogenys      |          |
| Pseudocrenilabrinae | Xenotilapia | Xenotilapia nasus            |          |
| Pseudocrenilabrinae | Xenotilapia | Xenotilapia nigrolabiata     |          |
| Pseudocrenilabrinae | Xenotilapia | Xenotilapia ochrogenys       |          |
| Pseudocrenilabrinae | Xenotilapia | Xenotilapia ornatipinnis     |          |
| Pseudocrenilabrinae | Xenotilapia | Xenotilapia papilio          |          |
| Pseudocrenilabrinae | Xenotilapia | Xenotilapia rotundiventralis |          |
| Pseudocrenilabrinae | Xenotilapia | Xenotilapia sima             |          |
| Pseudocrenilabrinae | Xenotilapia | Xenotilapia spiloptera       |          |
| Pseudocrenilabrinae | Xenotilapia | Xenotilapia tenuidentata     |          |